# Coup d'État de septembre 1955 en Argentine
Le coup d’État de septembre 1955 en Argentine est un soulèvement militaire qui débuta le 16 septembre 1955 et aboutit, au terme de cinq jours de combats, au renversement du gouvernement constitutionnel du président Juan Perón.	
Ce putsch s’inscrit dans une série de tentatives de coups d’État antipéronistes dont le dernier en date, qui avait eu lieu en juin de la même année, s’était notamment traduit par un sanglant bombardement aérien de la place de Mai à Buenos Aires. Les représailles, en particulier les incendies criminels d’églises, commises dans le sillage de cette tentative avortée, et les restrictions des libertés publiques décidées par le pouvoir en place, allaient exacerber la polarisation politique et conduire nombre de militaires, auparavant péronistes, à se désolidariser de Perón.
Bientôt, des conspirations diffuses virent le jour, surtout dans la marine, qui peineront dans les premières semaines à trouver des soutiens dans l’armée de terre et dans la force aérienne. Les principaux foyers rebelles se trouvaient, outre à Buenos Aires, dans la base navale de Puerto Belgrano (et de façon générale dans une grande partie des unités de la marine) et, en ce qui concerne l’armée de terre, dans quelques écoles militaires et unités de la ville de Córdoba ; mais il était probable qu’en cas de soulèvement se rebelleraient aussi la 2e armée dans la Région de Cuyo (dans l’ouest du pays) et d’autres unités dans la province de Corrientes. En revanche, la conspiration n’avait tout d’abord aucun relais dans la force aérienne. La caractéristique commune de tous ces groupes était qu’il s’agissait de jeunes officiers, qui cherchaient le contact avec des officiers de rang plus élevé, en les priant de les diriger. L’amiral Rojas consentit à prendre la tête de la rébellion, aux côtés du général Aramburu, de l’armée de terre. Échaudé par le coup de force du 16 juin, le pouvoir en place avait cependant eu soin d’ôter à la marine une partie de la puissance de feu.
Les choses se précipitèrent après que le général Lonardi eut enfin consenti à prendre le commandement général en lieu et place d’Aramburu, qui voulait ajourner ; l’élément accélérateur fut, outre le durcissement du discours péroniste (« cinq pour un »), la perspective prochaine d’une mise sous clef du matériel militaire en vue des vacances d’été.
Les opérations, dont le lancement fut fixé par Lonardi pour le 16 septembre, allaient consister en une tentative de révolte simultanée à la fois civile et militaire. Aux foyers déjà mentionnés vinrent s’ajouter, par le jeu des défections, nombre de pilotes (qui atterrissaient avec leurs avions sur les bases tenues par les rebelles) et des effectifs, voire des pans entiers, de l’armée de terre, notamment la 2e armée dans la province de Mendoza. Dans la région de Cuyo et à Puerto Belgrano, la révolte fut techniquement une réussite ; la puissante flotte de guerre (Flota de Mar), quoique sous le commandement de l’amiral loyaliste Juan B. Basso, passa dans le camp rebelle, après avoir mis aux fers son commandant en chef ; en revanche, à Córdoba, siège de l’état-major révolutionnaire, les rebelles, bien qu’ayant reçu le renfort de nombreux Commandos civils, furent mis en difficulté par les troupes restées loyales et par les unités envoyées depuis Buenos Aires, et en passe d’être vaincus dans les combats de rue ; enfin, la rébellion échoua à Corrientes, et les marins séditieux furent chassés de la base de Río Santiago près de La Plata. Cependant, la démoralisation des troupes loyalistes (mais aussi des plus hautes sphères du pouvoir) et la multiplication des défections le 19 septembre, entraînèrent une réaction en chaîne dans les derniers jours et firent se vérifier la thèse de Lonardi selon laquelle il suffirait qu’un seul foyer subversif réussît à survivre pendant plus de 48 heures pour amener infailliblement la victoire du mouvement révolutionnaire dans tout le pays.
Perón, déçu par ce qu’il considérait comme une trahison, et ulcéré par les bombardements des raffineries de pétrole, que l’aéronavale rebelle avait déjà commis et menaçait de commettre encore (raffineries emblématiques de la volonté d’indépendance industrielle de l’Argentine, et qu’il regardait comme une de ses réalisations maîtresses), rédigea d’abord une lettre annonçant son désistement, en termes vagues — jouant sur la similitude entre démission (renuncio) et renonciation (renunciamiento) —, et où il semblait vouloir céder le pouvoir à une junte militaire de pacification. Puis, les événements se précipitant, il finit par signer une lettre de démission formelle, adressée au Congrès, satisfaisant ainsi à l’exigence de capitulation inconditionnelle posée par les rebelles. À la faveur de ce vide de pouvoir, Lonardi mit sur pied un gouvernement révolutionnaire provisoire, dont il se nomma lui-même président et qui sera promptement reconnu par les États-Unis et le Royaume-Uni, tandis que Perón s’en fut se réfugier à l’ambassade du Paraguay.
Ce coup d’État inaugura le régime militaire dictatorial autodénommé Révolution libératrice, qui se caractérisera par une politique économique menée sous la direction des économistes les plus conservateurs, par des rapports houleux avec les syndicats (dont le gouvernement entendra nommer les dirigeants), et par l’adoption d’une ligne dure face au péronisme.

## Les forces putschistes

### Les officiers de la marine

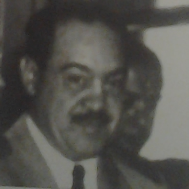
Le capitaine de vaisseau Arturo Rial.

La nuit même du 16 juin 1955, après l’échec du coup d’État de ce jour, qui s’était notamment traduit par un sanglant bombardement de la place de Mai à Buenos Aires par un groupe d’officiers rebelles de la Marine, le capitaine de vaisseau Arturo Rial, directeur des Écoles navales, et son subordonné le capitaine de corvette Carlos Pujol, qui avaient été tous deux étrangers à cette tentative de putsch, commençaient déjà à tisser des liens en vue d’entreprendre une deuxième tentative. Leur lieu de travail était l’immeuble sis au no 610 de la calle Florida, où se trouvait établie également la Direction du personnel naval, ce qui leur donnait la possibilité de se mettre en contact avec toutes les bases et unités du pays. L’un de leurs premiers contacts, Marcos Oliva Day, les présenta à son frère Arturo, qui faisait partie de l’entourage politique d’Arturo Frondizi. Autour de Rial gravitaient en outre les capitaines Juan Carlos Duperré et Jorge Gallastegui, et les trois hommes prirent langue avec les capitaines de frégate Jorge Palma et Carlos Sánchez Sañudo de l’École de guerre navale. Tous avaient été mis en disponibilité pour la durée de l’enquête devant déterminer s’ils avaient pris part ou non aux actions du 16 juin, ce qui leur laissait du loisir pour conspirer.
À Punta Alta, non loin de Bahía Blanca, se trouvait la base navale la plus importante de la marine, Puerto Belgrano. Le vice-amiral Ignacio Chamorro détenait le commandement sur toute la zone militaire navale, et derrière lui le chef de la base était le contre-amiral Héctor Fidanza ; tous deux étaient liés idéologiquement au gouvernement péroniste. Cependant, le commandant en second de la base, le capitaine de vaisseau Jorge Perrén, avait sympathisé avec le projet de Samuel Toranzo Calderón et se proposait, sans toutefois prendre contact dès maintenant avec d’autres personnes, de fédérer les volontés chez les marins sous ses ordres en vue de mener un nouveau soulèvement.
Bientôt, des liens se nouèrent entre les jeunes officiers qui, à distance, avaient songé à soulever la base le 16 juin. La nouvelle qu’à la tête du complot se trouvait le seul capitaine de vaisseau de la base suffit à couper court aux discussions internes sur la question de savoir qui aurait à diriger. Attendu que l’acte de rébellion allait absolument à l’encontre de l’esprit de subordination qui prévalait dans les Forces armées, l’on eut soin que cet esprit fût respecté autant que possible dans la structure du complot. Aussi, de la même façon qu’auparavant l’on avait recherché un membre de l’amirauté pour mener le mouvement (en choisissant pour chef, en l’occurrence, Toranzo Calderón), se mit-on de même à présent en quête d’un amiral. Manrique et Rivolta, retenus prisonniers, parvinrent à se mettre en rapport avec le capitaine Rial et à lui fournir la liste des amiraux n’ayant pas donné le 16 juin une réponse péremptoirement négative à l’offre qui leur était faite de prendre le commandement du coup d’État ; ces amiraux étaient Garzoni, Rojas, Sadi Bonnet et Dellepiane.

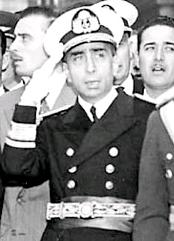
L’amiral Isaac Rojas.

Le prestige professionnel d’Isaac Rojas lui valait un respect unanime dans la marine, mais sa stricte obéissance à la hiérarchie et sa réserve en matière politique ne permettaient pas aux conjurés de déterminer quelles étaient ses convictions intimes. Certes, à l’École navale militaire dont il était le directeur, les grands portraits du président et de la première dame faisaient défaut, toutefois, s’il n’adulait pas le couple présidentiel, il s’abstenait aussi d’en dire du mal.
Quelques jours après le 16 juin, le capitaine de frégate Aldo Molinari, pour sonder la disposition d’esprit de Rojas, lui fit part sans ambages qu’un nouveau mouvement révolutionnaire était en gestation, à quoi l’amiral se borna à répondre « Cela les a bien amusés ? ». Après cet entretien, Palma et Sánchez Sañudo se réunirent avec lui et mirent en avant la nécessité de renverser Perón. Rojas se déclara d’accord, mais leur demanda du temps pour décider s’il rejoindrait le mouvement. Finalement, par le truchement du lieutenant de vaisseau Roberto Wulff de la Fuente, Rojas notifia son acceptation à Juan Carlos Bassi ; dans la foulée, le même Arturo Rial, qui avait jusque-là dirigé le mouvement, rencontra Rojas, et les deux hommes convinrent qu’au moment où éclaterait le coup d’État, l’amiral se mettrait à la tête de la marine révolutionnaire, mais qu’au cas où un amiral de plus grande ancienneté dans la marine se rallierait au mouvement, il consentirait alors à se désister et à se subordonner à ce dernier.
Ainsi les préparatifs seraient-ils coordonnés par Rial et les actions seraient-elles exécutées sous la direction de Rojas. Aucun parmi les nouveaux chefs rebelles n’avait participé au putsch du 16 juin, et Rojas, pour prévenir les soupçons, résolut de couper les communications avec les autres conjurés jusqu’au moment indiqué. Fin juin, Perrén, commandant en second de la base navale de Puerto Belgrano, ayant eu connaissance de ce que Rojas dirigeait ce nouveau mouvement et de ce que Rial l’organisait à Buenos Aires, décida de s’y joindre et fournit aux conspirateurs des informations relatives aux activités programmées pour la flotte de mer au cours des mois de juillet, août et septembre, afin qu’ils pussent fixer une date appropriée.

### Armée de terre et civils

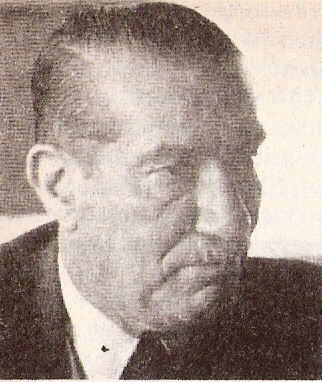
Mario Amadeo.

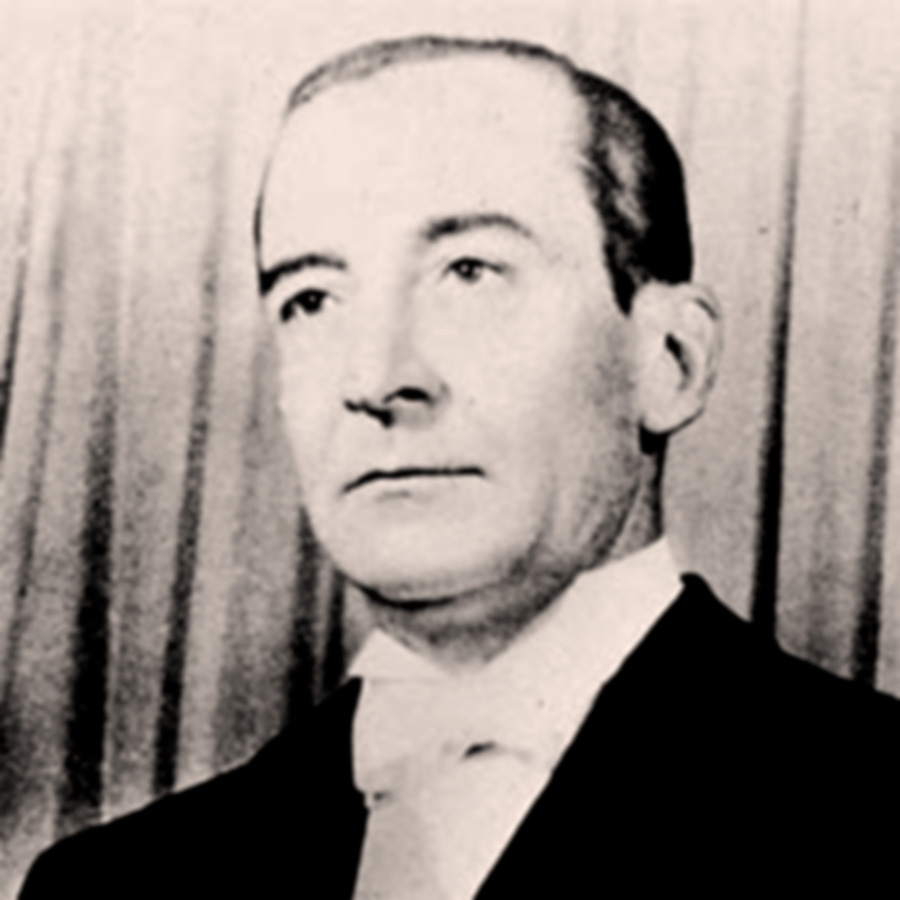
Pedro Eugenio Aramburu.

Le 14 juillet, Mario Amadeo, plongé dans la clandestinité depuis près d’un mois, adressa une lettre au secrétaire du ministre de la Guerre, José Embrioni, le sollicitant, lui ainsi que l’armée, de cesser d’appuyer le président Perón. Le texte fut largement diffusé dans les milieux militaires, où le feu mis au drapeau national et l’incendie criminel d’églises en juin 1955 avaient provoqué l’hostilité d’un vaste secteur nationaliste qui avait jusque-là appuyait Perón depuis le coup d’État de 1943. Cependant, la dispersion territoriale et la méconnaissance mutuelle faisaient qu’ils peinaient à s’organiser. Néanmoins, un noyau commençait à se former au Département des opérations de l’état-major général ; le major Juan Francisco Guevara, parlant au nom des autres jeunes officiers du même corps, interpella en ce sens son supérieur, le colonel Eduardo Señorans, et donnera ainsi naissance au groupe comprenant le lieutenant-colonel Hure, les majors Conesa, Mom et Martínez Frers, et les capitaines Miró, Toccagni et Carranza Zavalía. Le général Pedro Eugenio Aramburu, ami personnel de Señorans, se joignit bientôt à cette conspiration et répartit les tâches : lui-même s’emploierait à établir des contacts politiques, et Señorans les contacts militaires. Ce dernier connaissait le capitaine Jorge Palma, et par son truchement Aramburu put s’entretenir avec l’amiral Rojas, qu’il connaissait déjà également, vu que tous deux avaient été attaché militaire à l’ambassade d’Argentine à Rio de Janeiro.
À l’École d’artillerie de Córdoba, le capitaine Raúl Eduardo Molina dirigea à partir de mai 1955 une conspiration parallèle, aux côtés d’autres jeunes officiers : le premier-lieutenant Francisco Casares, les capitaines Osvaldo Azpitarte, Alejandro Palacio et Juan José Buasso, les premiers-lieutenants Augusto Alemanzor, Anselmo Matteoda et Alfredo Larrosa. Plus tard viendra se joindre au groupe le major Melitón Quijano Semino, dont le grade lui donnait un rôle important au sein du groupe, étant donné le faible niveau hiérarchique du reste des conspirateurs. D’autres groupes rebelles encore se formèrent, indépendamment des précédents, notamment au Lycée militaire General Paz et à l’École des troupes aéroportées. Dans cette dernière, le chef de file était Julio Fernández Torres, âgé de 27 ans. Au Lycée militaire, le major Mario Efraín Arruabarrena s’entoura de collaborateurs : les capitaines Juan José Claisse et Juan Manuel de la Vega, et le premier-lieutenant Alfredo Viola Dellepiane. Manquant d’un officier de haut rang pour les diriger, Molina proposa cette responsabilité au colonel à la retraite Arturo Ossorio Arana, qui avait été jusqu’en 1951 directeur de l’École d’artillerie. Cependant, la caractéristique commune de tous ces groupes était qu’il s’agissait d’officiers jeunes : de petits groupes d’amis s’organisaient, puis prenaient contact avec des officiers de rang plus élevé, leur demandant de les diriger.

### Conjoncture politique en juillet 1955

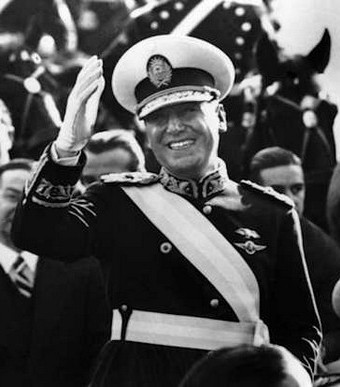
Le président Juan Domingo Perón.

Le 15 juillet, Perón prononça un discours sur un ton conciliant, ainsi qu’il l’avait déjà fait dans les semaines précédentes :

« Nous limitons les libertés là où il a été indispensable de les limiter pour la réalisation de nos objectifs. Nous ne nions pas avoir restreint quelques libertés : nous l’avons toujours fait de la meilleure manière, pour autant que c’était indispensable. [...] Quant à moi, je cesse d’être le chef d’une révolution pour devenir le Président de tous les Argentins, amis ou adversaires. La révolution péroniste a pris fin ; aujourd’hui commence une étape nouvelle, qui est de caractère constitutionnel. »

L’Union civique radicale mit à l’épreuve le contenu de ce message en requérant l’autorisation de tenir des réunions publiques, ce que lui sera refusé. Le 21 juillet, la fraction radicale dénonça devant le Congrès la disparition du docteur Juan Ingallinella, détenu le 17 juin de cette année par la police de Rosario. L’enquête permit d’établir que le docteur Ingallinella avait été torturé à mort, et son corps jeté dans le fleuve Paraná ; pourtant, les policiers responsables furent mis hors de cause (du moins, dans un premier temps ; ils seront lourdement condamnés plusieurs années après la chute de Perón, en 1961). Un mouvement de protestation organisé à Córdoba obtint que le gouvernement laissât des opposants s’exprimer à la radio. Le 27 enfin, le président de l’Union civique radicale, Arturo Frondizi, eut la permission de parler sur Radio Belgrano.

### La marine

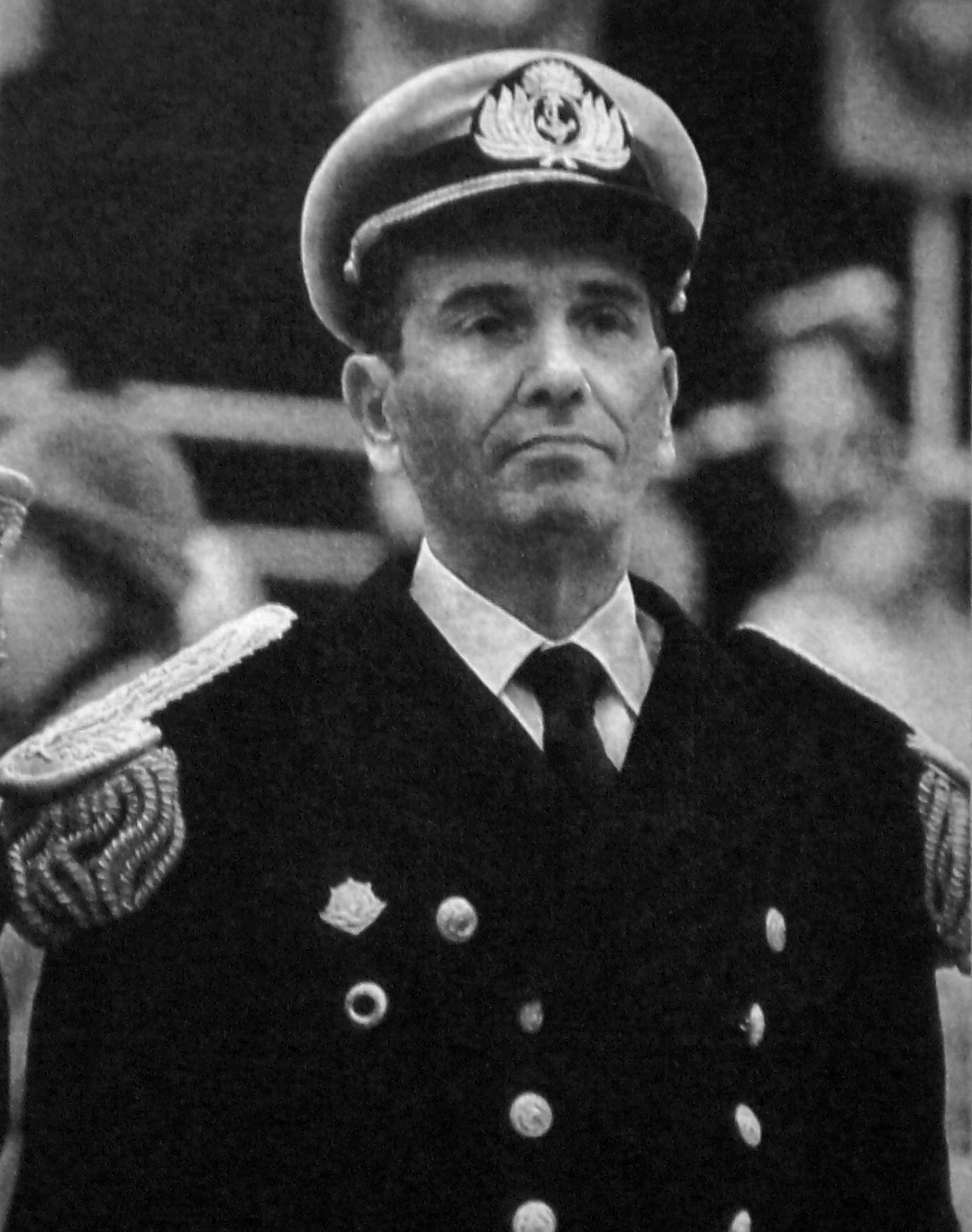
Jorge Anaya.

Pour l’heure, l’amiral Rojas se tenait à la marge, mais ses lieutenants Oscar Ataide et Jorge Isaac Anaya veillaient à le tenir au fait. Dans le courant de juillet, à Bahía Blanca, Jorge Enrique Perrén accéléra l’entraînement des troupes au maniement du nouveau modèle de fusil destiné à remplacer l’ancien Mauser, afin de disposer de troupes bien entraînées, en vue d’un imminent pronunciamiento.
Pour éviter de donner la puissance de feu à un nouveau soulèvement révolutionnaire, l’amiral Guillermo Brown ordonna que les avions utilisés lors du coup d’État du 16 juin fussent privés de leurs mitrailleuses et fusées, puis transférés à la base aérienne Comandante Espora, contiguë à Puerto Belgrano, à Bahía Blanca. Là cependant, un groupe d’officiers du génie fabriqua en secret des roquettes capables de véhiculer des charges de 50, 100 et 200 kilos.

### Conspirateurs et loyalistes
Dans l’armée de terre, les forces étaient plus dispersées géographiquement et les positions idéologiques moins homogènes. Un exemple pouvant servir à illustrer ce point est le cas de la 2e armée, cas significatif eu égard à la participation ultérieure de celle-ci aux événements. Ayant son siège de commandement dans la ville de San Luis, cette 2e armée se décomposait en deux corps (agrupaciones), dont les effectifs comptaient au total quelque 10 000 hommes répartis sur toute la région de Cuyo. Le premier de ces deux corps d’armée était commandé à partir de la ville de Mendoza par le général Héctor Raviolo Audiso, loyal au gouvernement, et couvrait le territoire des trois provinces cuyanas (San Juan, San Luis et Mendoza). Ses détachements étaient : le 1er à Mendoza, sous les ordres du lieutenant-colonel Cabello, de la faction rebelle ; le 2e à Campo de los Andes, sous les ordres du lieutenant-colonel Cecilio Labayru, également rebelle ; le 3e à Calingasta (province de San Juan), sous les ordres du colonel Ricardo Botto, loyaliste ; enfin le 4e à San Rafael, sous les ordres du colonel Di Sisto, rebelle.
À Calingasta, Botto, donc, était loyaliste ; mais le chef d’opérations de son détachement était le lieutenant-colonel rebelle Mario Fonseca, qui était natif de la province et en rapport direct avec les Commandos civils que l’on était occupé à y mettre sur pied.
Le second corps d’armée, qui avait sous sa garde les provinces de Río Negro et de Neuquén, était sous le commandement du lieutenant-colonel Duretta, qui, ami de Perrén, s’était engagé à participer à un éventuel soulèvement.
Le centre de commandement de l’ensemble de cette 2e armée se situait dans la ville de San Luis, où le lieutenant-colonel Gustavo Eppens s’était entouré ― outre de plusieurs capitaines ― des majors León Santamaría, Roberto Vigil et Celestino Argumedo. Ayant eu l’intuition d’une disposition favorable chez le chef d’état-major, le général Eugenio Arandía, Eppens s’enhardit à l’aborder, et reçut de lui une réponse enthousiaste. Arandía ordonna alors que le lieutenant-colonel Juan José Ávila établît tous contacts utiles avec des civils dans les trois capitales de la région de Cuyo, mais s’abstint de sonder l’état d’esprit du commandant en chef d’eux tous, le général Julio Alberto Lagos, qu’on présumait péroniste.
À Buenos Aires, où l’on n’avait d’abord rien su de la situation de l’armée dans Cuyo, Aramburu et Ossorio Arana se hâtèrent ensuite de se rencontrer pour coordonner un plan d’action dans cette zone. Pour su part, un groupe d’officiers à la retraite ― Octavio Cornejo Saravia, Franciso Zerda, Emilio de Vedia y Mitre, etc. ― prit à tâche le recrutement. Vint se rallier également un autre général en activité : Juan José Uranga, bien qu’il n’eût pas de troupe sous ses ordres et qu’il fût seulement directeur de l’Œuvre sociale.

### Attitude des autres généraux

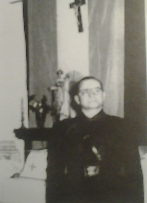
Le général Dalmiro Videla Balaguer.

Le 20 juillet 1955, le lieutenant-colonel Carlos Crabba, invité par son frère, rencontra le colonel Señorans et l’informa que son chef, le général Dalmiro Videla Balaguer, autant que lui-même, souhaitaient se réunir avec lui pour évaluer une tentative de coup d’État. Le général Videla, qui commandait la 4e région militaire, avec siège à Río Cuarto, avait été un notoire partisan du président Perón ; cependant, le 16 juin, Videla Balaguer se trouvait en compagnie de Crabba au ministère de l’Armée, et l’incendie des temples catholiques avait blessé leurs profonds sentiments religieux, jusqu’à faire vaciller leur loyauté. Mais par un malentendu, ils crurent que Señorans était le chef de la révolution à Buenos Aires, et le général Videla refusa de se subordonner à un colonel.

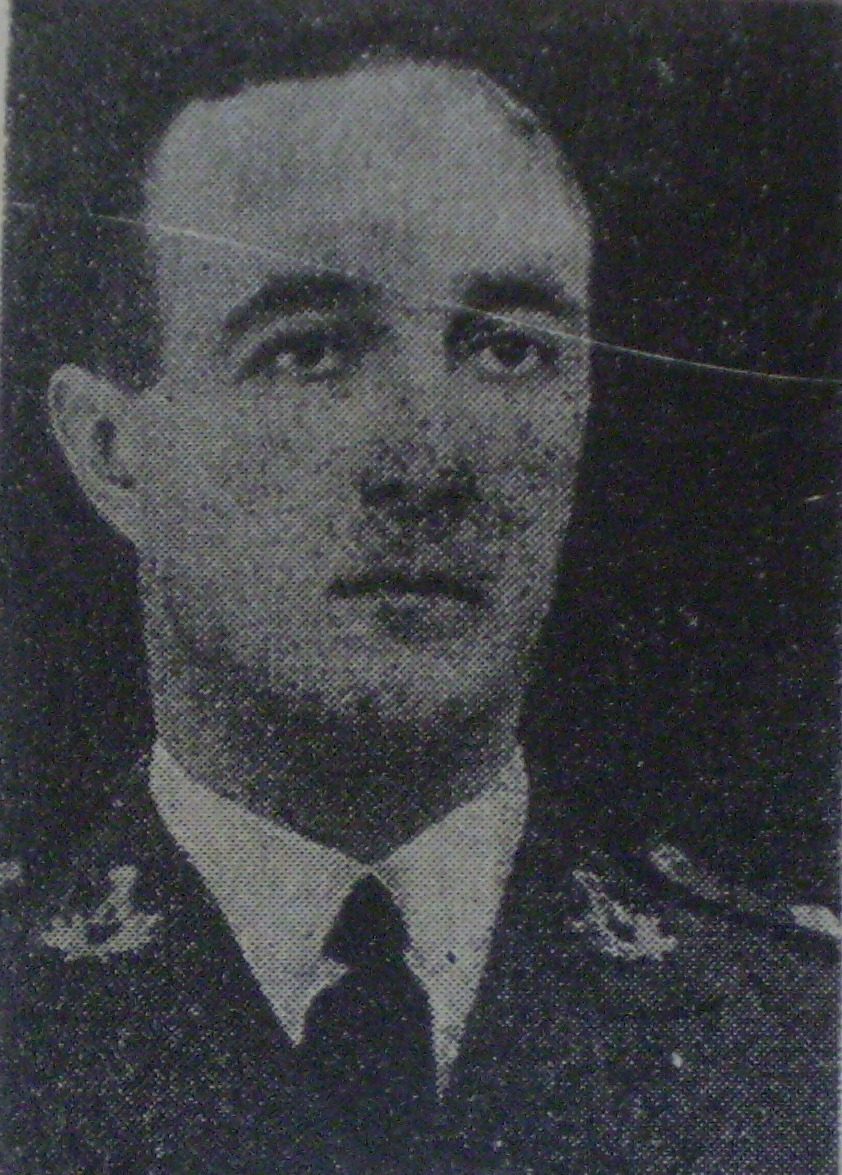
Le général Julio Lagos.

Julio Lagos était le seul général en activité qui fût formellement affilié au parti péroniste. Son adhésion se fondait sur ses convictions nationalistes ; Perón avait été un sien compagnon dans le GOU et ils avaient pris part ensemble à la Révolution de 1943 : il était donc un fidèle compagnon de Perón depuis la première heure, même s’il était depuis 1954 en profond désaccord avec le gouvernement. Les docteurs Alberto V. Tedín (lequel, à l’égal d’autres nationalistes, s’était éloigné de Perón après l’avoir d’abord soutenu), Bonifacio del Carril et Francisco Ramos Mejía s’employèrent en vain à faire basculer son attitude. Le 27 juillet, au domicile de Bonifacio del Carril, le général Lagos s’entretint avec le général Justo León Bengoa et avec les docteurs Francisco Ramos Mejía et Jorge Gradin, où ceux-ci tentèrent de le convaincre de se joindre à la tentative révolutionnaire. Lagos refusa au début, et seule son épouse put le faire douter, en invoquant les incendies impunies d’églises,. Ces entrevues n’étaient pas les seules, ni les principales du mouvement révolutionnaire, toutefois, selon Del Carril, « tous les fils se reliaient entre eux et, en réalité, il s’agissait d’une seule conspiration, avec des sources vastes et diverses, toutes convergentes ».

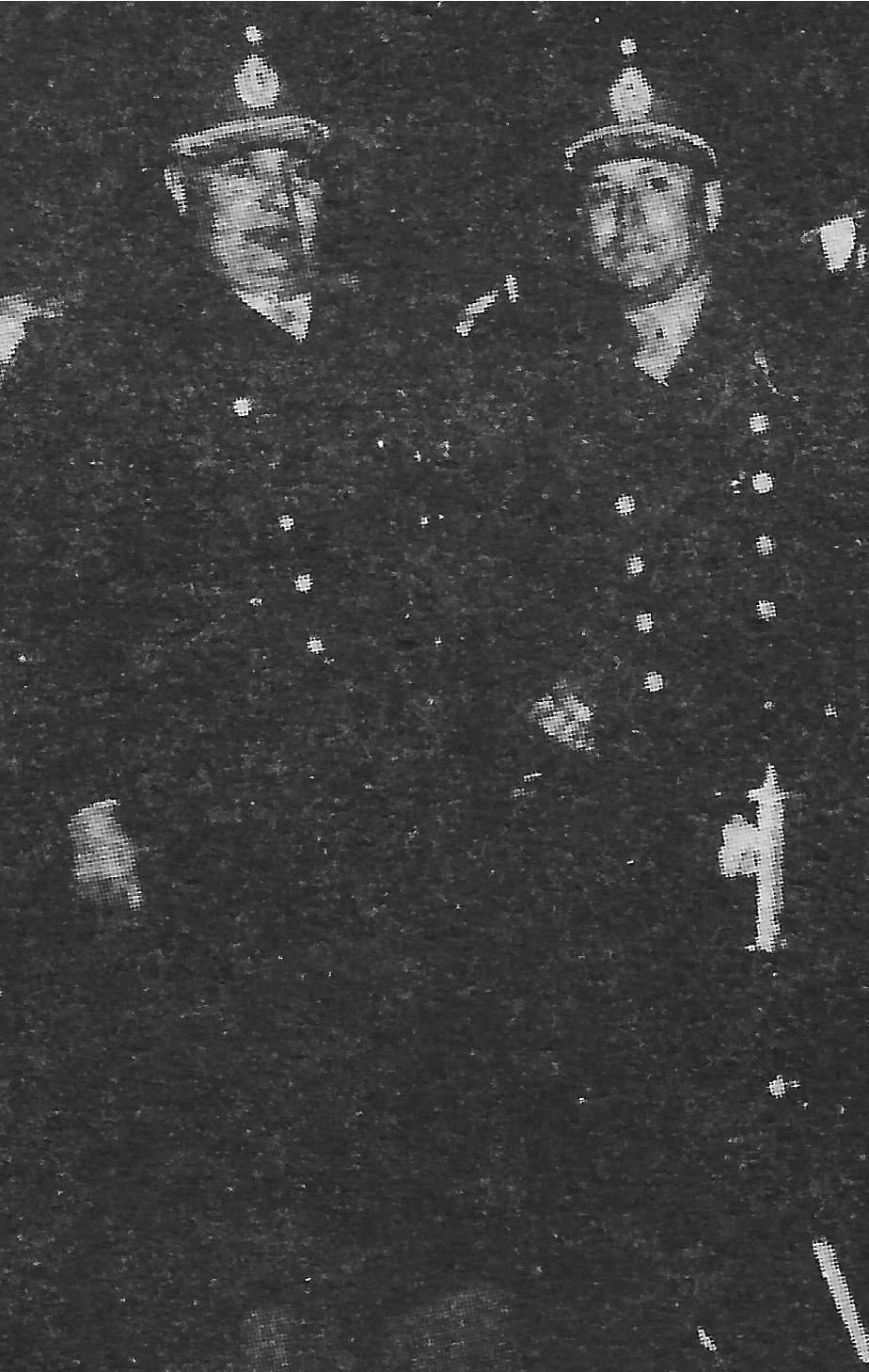
Le général Franklin Lucero, ministre de la Guerre, à droite.

Cependant, peu après, à la suite d’une discussion avec le ministre Franklin Lucero, Lagos fut mis à la retraite et son poste au commandement de la 2eArmée vint à être occupé par José María Sosa Molina.
Vers la mi-août 1966, le général Bengoa fut arrêté, soupçonné de projeter une révolution. Dans la province de Corrientes, le colonel Eduardo Arias Duval, chef d’état-major d’une unité à Curuzú Cuatiá, chercha aussi à rallier le camp révolutionnaire, dans l’intention principale de libérer Bengoa le jour que se produirait la révolution, puis de le placer à la tête de ses troupes en Entre Ríos.

### Corrientes
L’état-major du puissant corps de blindés de Curuzú Cuatiá, dont les locaux étaient alors en cours d’aménagement, dirigeait ses troupes à partir de Buenos Aires. Sur les lieux mêmes, l’autorité la plus haute était le lieutenant-colonel loyaliste Ernesto Sánchez Reynafé.
En revanche, un chef de détachement, le major Juan José Montiel Forzano, d’idées libérales, entretenait une correspondance avec le colonel Carlos Toranzo Montero. Toranzo sut le convaincre d’armer un foyer rebelle dans la région nord-est et de se mettre en rapport avec le commandant de la 4e division de cavalerie, le général Astolfo Giorello. Celui-ci se déclara antipéroniste et affirmait en avoir discuté avec ses collaborateurs immédiats : dans l’éventualité d’une nouvelle rébellion, ils adopteraient dans un premier temps une attitude neutre. Mais d’ores et déjà, Montiel Forzano recruta pour son complot plusieurs représentants dans chaque unité : les capitaines Eduardo Montés, Claudio Mas et Francisco Balestra ; les premiers-lieutenants Oscar Ismael Tesón, Jorge Cisternas, Hipólito Villamayor et Julián Chiappe ; et le lieutenant Ricardo García del Hoyo.

### Buenos Aires et Córdoba
Au Collège militaire de la nation à El Palomar, dans la banlieue de Buenos Aires, se constitua un autre groupe rebelle, dans lequel le major Dámaso Pérez Cartaibo et le capitaine Guillermo Genta avaient réuni autour d’eux les capitaines Alfredo Formigioni, Jorge Rafael Videla et Hugo Elizalde. Dámaso Pérez prit ensuite contact avec le général Juan José Uranga, et le groupe fut ainsi intégré dans la conspiration de Guevara, Señorans et Aramburu.

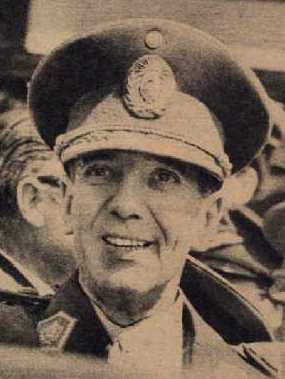
Le général Eduardo Lonardi.

Le général à la retraite Eduardo Lonardi vivait à l’écart de ses anciens collègues, mais les visites des colonels Cornejo Saravia et Ossorio Arana le mirent en connaissance du complot que dirigeait Aramburu. Début août 1955, Lonardi rencontra Aramburu pour lui offrir son appui et son assistance. Aramburu répliqua :

« Votre offre me déconcerte, car il n’existe aucun mouvement que je dirige, et je n’envisage pas de conspirer [...]. Moi, je ne conspire pas, ni ne conspirerai. »

— Pedro Eugenio Aramburu, août 1955.
Le 10 août 1955 fut prononcé le verdict contre l’amiral Toranzo Calderón et contre ceux qui s’étaient trouvés ses côtés lors de la tentative de coup d’État du 16 juin. Sur intervention du président Perón, Toranzo ne sera pas condamné à mort, mais dégradé et condamné à la réclusion indéterminée. Les autres meneurs du soulèvement se virent infliger des peines différentes selon leur degré de participation.

### Réactions civiles
Différents groupes civils organisés en Commandos civils commencèrent à apparaître sous la houlette du frère Septimio Walsh, directeur du collège Nuestra Señora del Huerto. Des catholiques nationalistes, dont Adolfo Sánchez Zinny, Edgardo García Puló, Florencio Arnaudo, Carlos Burundarena, Manuel Gómez Carrillo se joignirent à tel de ces commandos armés, tandis que tel autre se composait de militants radicaux, dont notamment Roberto Etchepareborda et Héctor Eduardo Bergalli.
Dans la matinée du 14 août, la police fédérale mit en détention un groupe d’étudiants universitaires sur l’accusation de planifier l’assassinat de Perón et de ses ministres. Le dénommé groupe Coppa était composé de Ricardo Coppa Oliver, Aníbal Ruiz Moreno, Carlos de Corral, Enzo Ramírez et d’autres. Le 15, l’on arrêta le dénommé Grupo Centurión, regroupant les amis de Vicente Centurión, qui avait été torturé en 1953 par la police fédérale sur le soupçon d’avoir posé des bombes à Buenos Aires ; furent ainsi mis en état d’arrestation les étudiants Jorge Masi Elizalde, Franklin Dellepiane Rawson, Manuel Rawson Paz, Mario Espina Rawson, Luis Domingo Aguirre, Julio Aguirre Naón et Carlos Gregorini. Le même jour encore, l’on arrêta un groupe d’adolescents, composé d’Ignacio Cornejo, Ricardo Richelet, Mariano Ithurralde, Pablo Moreno, Jorge Castex et Hortencio Ibarguren, et trois jours plus tard, un autre groupe d’adolescents fut interpellé, comprenant Rómulo Naón, Luis María Pueyrredón, Mario de las Carreras et Diego Muñiz Barreto. La plupart des interpellés avaient été trouvés en possession de quelque feuille volante ou tract exposant des idées antipéronistes.
Le journal La Época déclara dans son édition du 15 août 1955 : « L’oligarchie voulait entraîner le pays dans le désordre et dans le crime pour s’emparer du pouvoir. Elle compte sur la vase des partis d’opposition, sur les mineurs d’âge, sur les étudiants huppés et sur des retraités pondérés ; des cléricaux compliqués ». L’article se terminait en avertissant « qu’il sera répondu aux coups par des coups ».
Ce même jour, Perón se réunit avec son équipe ministérielle et lui annonça que, à chaque attentat, il y aurait lieu de répliquer dans une proportion de « cinq pour un » ; ce fut la première fois qu’il utilisa cette formule.
À Buenos Aires, La Época titra le 29 août : « L’on a découvert dans le quartier Norte une organisation de rupins subversifs. Ils disposaient d’argent, d’armes et de voitures en abondance. Ils projetaient des attentats. Ils opéraient par cellules comme les communistes ». Cette fois, les interpellés étaient Emilio de Vedia y Mitre, Mario Wernicke, Emilio Allende Posse, Carlos Ocantos, Héctor López Cabanillas et Julio E. Morón.
Le 30, Perón évoqua une nouvelle fois la possibilité de démissionner. S’il en avait déjà soulevé l’éventualité devant ses ministres dès le 16 juin, il en faisait à présent une communication publique dans une note au Parti péroniste, dans laquelle il mentionnait l’éventualité de « se retirer » compte tenu de l’échec de la politique de conciliation :

« Les derniers événements ont comblé la mesure (...). Avec mon retrait, je rends en tant qu’homme d’État un ultime service au pays. »

— Juan Domingo Perón, le 30 août 1955.

### Cinq pour un
Dans l’après-midi du 31 août, la CGT appela à un grand rassemblement public devant le palais de gouvernement. À la tombée de la nuit, Perón adressa la parole à la foule présente sur la place de Mai. Ce discours eut une importance fondamentale pour la suite des événements, tendant en effet à introduire des conceptions nouvelles relativement à l’usage de la violence politique dans l’Argentine des prochaines décennies :

« À la violence, nous aurons à répliquer par une violence plus grande. [...] La consigne pour tout péroniste, qu’il soit isolé ou au sein d’une organisation, est de répondre à une action violente par une autre plus violente. Et lorsqu’un des nôtres tombe, il en tombera cinq chez eux. »

— Juan Domingo Perón, 31 août 1955.
Ces paroles provoquèrent une grande répulsion chez tous ceux qui ne professaient pas l’idéologie péroniste. Ce même soir, à Río Cuarto, le général Videla Balaguer annonça à ses proches collaborateurs son intention de se rebeller.
Quelques minutes après, le major Adolfo Mauvecín, qui était son subordonné direct, téléphona à un ami à Buenos Aires pour lui demander de sonner l’alarme, parce que Videla projetait de diriger un mouvement révolutionnaire dans les provinces de Córdoba, San Luis et Mendoza. Au 31 août, Videla Balaguer bénéficiait de l’appui de nombreux officiers dans la 2e armée, et sut faire adhérer à son dessein d’autres officiers encore, dispersés dans d’autres unités de la région et souhaitant se rebeller contre le gouvernement ; cependant, il ne détenait de commandement effectif sur aucun d’entre eux.
Le premier septembre, il y eut un moment de confusion. Ni les groupes civils de la ville de Córdoba, ni les militaires qui trempaient dans le complot à l’École d’artillerie ne voulaient se précipiter dans l’aventure sans la direction d’un officier de haut rang et sans l’appui de leurs contacts à Buenos Aires. Il n’était toujours pas clair si le chef de la révolution était Videla Balaguer, Ossorio Arana, Señorans, ou Aramburu. Devant l’hésitation entre « y aller » ou « ne pas y aller », Ramón Molina requit l’intervention d’Ossorio ; en effet, « avec lui, il n’y a pas de problème, même les fourneaux y vont », Ossorio ayant été directeur de l’École d’artillerie et jouissant d’une grande popularité auprès des officiers. Le 2 septembre de bonne heure, Ossorio Arana prit la route et frappa tôt le matin à la porte de Videla Balaguer, à Río Cuarto. Ils convinrent qu’Ossorio ferait d’abord le voyage de Córdoba et, après avoir évalué la situation sur place, donnerait les coups de fil utiles.
Quelques heures plus tard, Mauvecín rapporta ces faits lors d’une réunion avec le ministre Lucero, le sous-secrétaire Embrioni et le chef du Service d’information de l’armée, le général Sánchez Toranzo. Un officier rebelle au sein du Service d’information de l’armée avertit Videla, qui, devant une arrestation imminente, résolut de fuir de Río Cuarto en compagnie de ses collaborateurs, avec l’aide d’un groupe de civils qui coopéraient avec les rebelles dans cette ville.
Le 3 septembre, la Direction nationale de sûreté émit un communiqué énumérant les actions devant être réprimées car susceptibles d’« altérer l’ordre et d’attenter à l’État ». L’article 3 de ce communiqué mentionnait l’impression, la distribution et la détention de tracts de quelque type que ce soit ; l’article 4 interdisait les rassemblements sur la voie publique ainsi que les réunions en salle ayant des buts autres que culturels, commerciaux, sportifs ou de divertissement. Toute réunion ou activité politique organisée par des partis non péronistes était ainsi considérée comme un acte délictueux.
La conspiration de Señorans et Aramburu pouvait compter sur le soutien d’une grande partie de la Marine, mais n’avait aucun contact dans la force aérienne, tandis que dans l’armée de terre, seul un groupe réduit d’unités stationnées dans la province de Córdoba était disposé à se soulever, même si d’autre part il y avait de bonnes possibilités pour que se rebellent la 2e armée à Cuyo et d’autres unités dans la province Corrientes. C’est dans cette situation d’ensemble qu’une réunion se tint au logis du docteur et dirigeant radical Eduardo Héctor Bergalli, à laquelle assistèrent le général Juan José Uranga, le colonel Eduardo Señorans, le capitaine de vaisseau Arturo H. Rial, le capitaine de frégate Aldo Molinari et le capitaine de corvette Carlos Pujol, de même que le président de l’Union civique radicale, Arturo Frondizi. Señorans annonça l’intention d’Aramburu de différer la tentative jusqu’à l’an 1956, vu qu’il ne voyait pas d’avancées se produire à court terme : durant l’été, il serait impossible d’agir, étant donné que s’approcheraient alors, en septembre et octobre, le licencement des soldats conscrits et le rangement sous clef d’une grande partie du matériel de guerre. Selon Isidoro Ruiz Moreno (dans son ouvrage La revolución del 55), Frondizi aurait dit à cette occasion : « Messieurs, je ne vais pas remplir les prisons de radicaux qui y seront allés avec la seule marine ; il me faut un général. ». Uranga promit alors qu’il y aurait un général, et on se dispersa sans qu’une résolution eût été prise.
Le 4 septembre, les rebelles à Buenos Aires apprirent qu’Aramburu renonçait à la conspiration et refusait d’agir pendant ce qui restait de l’année 1955. Plus tard, la nouvelle se répandit dans tout le reste de la conjuration, et Ossorio Arana, Arias Duval et Guevara continuèrent à remplir leurs fonctions ordinaires. Cependant, la présence d’un général ne cessant d’être un impératif incontournable, le colonel Cornejo Saravia s’attacha, et parvint, à convaincre le lendemain le général Lonardi de se charger de diriger la révolution. La nouvelle qu’Aramburu reportait les opérations jusqu’à l’année suivante tarda sept jours à parvenir à Puerto Belgrano. Perrén réagit avec stupéfaction et colère, et convint avec ses compagnons que si le 20 il n’y avait rien de nouveau, la marine se soulèverait seule.
Le 7 septembre, la CGT annonça que « les travailleurs de la Patrie s’offraient comme réserve » de l’armée pour défendre la constitution. Un des chefs du renseignement militaire exposa au ministre Lucero un organigramme de la structure rebelle très proche de la réalité et le pria instamment d’agir. Lucero, avant de lancer des mandats d’arrêt contre des officiers respectés, comme Aramburu et Señorans, projeta pour le 12 un déplacement pour Córdoba afin de s’informer de la situation sur place. Si les suspicions se vérifiaient, il procéderait le 16 aux arrestations. Cependant, c’est dans la matinée de ce même 16 septembre qu’allait éclater le soulèvement.

### Préparatifs de l’action
Le 10 septembre, deux fils de Lonardi prirent la route pour collecter des informations ― Luis Ernesto dans la province de Córdoba et Eduardo dans celle de Mendoza. À minuit, Luis Ernesto Lonardi se présenta devant son père et l’informa que l’École d’artillerie de Córdoba cesserait ses activités le 16 et que ses armes allaient ensuite être entreposées dans des lieux surveillés. Le général Lonardi se décida alors à agir immédiatement, avec les effectifs rebelles disponibles à Córdoba, croyant en effet que si un foyer subversif réussissait à survivre plus de 48 heures, cela amènerait infailliblement la victoire du mouvement révolutionnaire dans tout le pays : « Si la révolution prend pied et tient le coup plus de 48 heures dans la province de Córdoba, toute la défense de Perón s’effondre, parce qu’il n’y a pas de conviction éthique et morale pour le soutenir ».

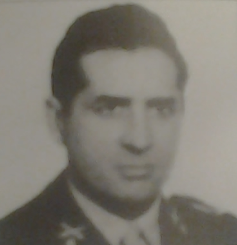
Juan Francisco Guevara.

Le dimanche 11 septembre 1955, Lonardi chercha à se mettre en rapport avec le major Juan Francisco Guevara, car celui-ci était informé de tous les préparatifs auxquels se livraient déjà Aramburu et Señorans. Lonardi ne pouvait pas quitter son domicile, pour ne pas soulever davantage de soupçons chez les services de renseignements de l’armée, de sorte qu’il envoya comme son représentant son fils Luis et un ami de celui-ci, Ezequiel Pereyra Zorraquín.
Dans l’après-midi, Pereyra se fit donner la nouvelle adresse de Guevara, qui avait dû changer de domicile pour se mettre à l’abri. Le soir du même jour, Lonardi se réunit avec Guevara et avec le lieutenant-colonel Sánchez Lahoz, et exposa son plan : un soulèvement simultané dans toutes les garnisons de l’armée où la révolution était en gestation, conjointement avec les bases navales de Puerto Belgrano et de Río Santiago, et de toutes les unités de la force aérienne qui viendraient à se rallier spontanément. Ensuite, les forces de l’intérieur et du Litoral convergeraient sur Rosario, et faute de ponts et de tunnels, les forces du Litoral franchiraient les fleuves avec l’aide de l’escadre fluviale de la marine. Aussitôt après, une armée « Libératrice » ferait mouvement vers Buenos Aires, en même temps que la flotte de mer avancerait sur la ville. Sánchez Lahoz soulèverait la garnison de la ville de Corrientes, Arias Duval se chargerait de la zone mesopotamienne, et le général Uranga s’efforcerait d’inciter à la rébellion le Grand Buenos Aires.

#### Jonction avec la marine rebelle
Le 12 septembre, à la première heure du matin, Guevara vint annoncer à Señorans que Lonardi avait assumé le commandement de la révolution. Le même jour, Lonardi rencontra le capitaine de frégate Jorge J. Palma, qui, à titre de représentant de la marine révolutionnaire, s’engagea à se soulever le 16 septembre à 0 heure.
Il fut également décidé que quelques officiers de la marine seraient présents au sein des unités terrestres appelées à se rebeller, en signe de fraternité entre les armes et pour servir de liant entre elles ; les capitaines de frégate Carlos García Favre et Aldo Molinari furent ainsi désignés pour se trouver respectivement à Córdoba et à Curuzú Cuatiá. Si l’opération visant à libérer Bengoa réussissait, Sánchez Sañudo et le même Jorge Palma l’accompagneraient ensuite dans son voyage pour Paraná, et tous trois prendraient le contrôle des troupes de cette ville.
Dans la même soirée, Lonardi eut aussi un entretien avec le général Uranga et lui confia la mission de soulever le Collège militaire et le 1er régiment d’infanterie Patricios. Parallèlement, Guevara se réunit à Bella Vista, au domicile du capitaine Jorge Rafael Videla, avec les capitaines Genta, Formigoni, Padrós et avec le major Dámaso Pérez ; ceux-ci devaient pousser le Collège militaire à se rebeller, mais changèrent bientôt d’attitude devant la perspective de faire combattre les cadets contre la division montée qui à coup sûr demeurerait loyale au gouvernement.

#### Situation à Córdoba

Localisation de la province de Córdoba.

Ce même 12 septembre, Franklin Lucero effectua donc le voyage programmé pour la province de Córdoba, en alléguant vouloir assister à quelques démonstrations de feu d’artillerie, auxquelles avaient aussi été invités les attachés militaires des ambassades étrangères. Là, il se persuada de la loyauté des troupes, expédia un radiotélégramme au président Perón affirmant que la situation était maîtrisée, et fit imprimer une brochure abondamment illustrée et intitulée Une unité modèle : l’École d’artillerie.
En face de l’École d’artillerie se dressaient les bâtiments de l’École d’aviation militaire et de l’École des sous-officiers d’aviation. Dans cette dernière, il y avait un groupe de jeunes officiers qui avaient reconnu le commandement révolutionnaire du major ingénieur Oscar Tanco. Cette situation du reste était semblable à celle d’autres bases de la force aérienne, où de petits groupes d’officiers jeunes allaient se reconnaissant mutuellement et cherchaient parmi la moyenne hiérarchie quelqu’un qui voulût les diriger ; les grades les plus élevés étaient en revanche tous loyaux au gouvernement.
Les révolutionnaires de l’aviation à Córdoba nouèrent des liens avec ceux du 1er groupe de bombardement stationnés à Villa Reynolds, dans la province de San Luis, dont le corps d’officiers était virtuellement tout entier dans l’opposition, et s’engagèrent à ne pas larguer leurs bombes sur des objectifs rebelles au cas où se produirait la révolution.
Le mardi 13, Lonardi eut avant de partir une entrevue avec Señorans, où les deux hommes convinrent que ce dernier se rendrait dans le Litoral et tenterait d’entraîner le général Aramburu, tandis que le major Guevara accompagnerait Lonardi et Ossorio à Córdoba. À deux heures de l’après-midi, Guevara sonna à la porte du général Lagos pour l’informer que le nouveau chef de la révolution le sollicitait de prendre le commandement de la 2e armée à partir du 16 septembre.
Dans la nuit du 13, la famille Lonardi arriva à Córdoba : Mercedes Villada Achával de Lonardi alla à la maison de son frère, pendant que les fils se dirigeaient vers la résidence de Calixto de la Torre, où Ossorio Arana les attendait.
À 10 heures du soir le 14 septembre, une réunion plénière eut lieu rassemblant les représentants de plusieurs groupes rebelles de Córdoba : le major Melitón Quijano et le capitaine Ramón Molina (de l’École d’artillerie), le premier-lieutenant Julio Fernández Torres (des troupes aéroportées), le major Oscar Tranco (sous-officiers de l’aéronautique), et les capitaines Mario Efraín Arrabuarrena et Juan José Claisse (du Lycée militaire). En premier lieu, il fut décidé de ne pas faire intervenir le Lycée militaire, s’agissant en effet d’un établissement d’enseignement pour mineurs d’âge, lesquels devaient rester en marge du combat ; seuls ses officiers se soulèveraient, et aideraient les parachutistes à s’emparer de leur école. Entreraient également en rébellion les écoles d’aviation militaire et des sous-officiers d’aéronautique, où la masse des officiers appartenait au camp révolutionnaire. L’École d’artillerie serait investie par Ramón Molina, pour y faciliter l’entrée de Lonardi, lequel dirigerait de là le soulèvement dans tout le pays. Ensuite, les batteries ouvriraient le feu sur l’École d’infanterie, restée loyaliste, en dégageant la voie pour une irruption surprise des parachutistes. À minuit passé, la réunion se dispersa ; moins de 24 heures séparaient encore ce moment du début des opérations.

#### Situation dans la région de Cuyo

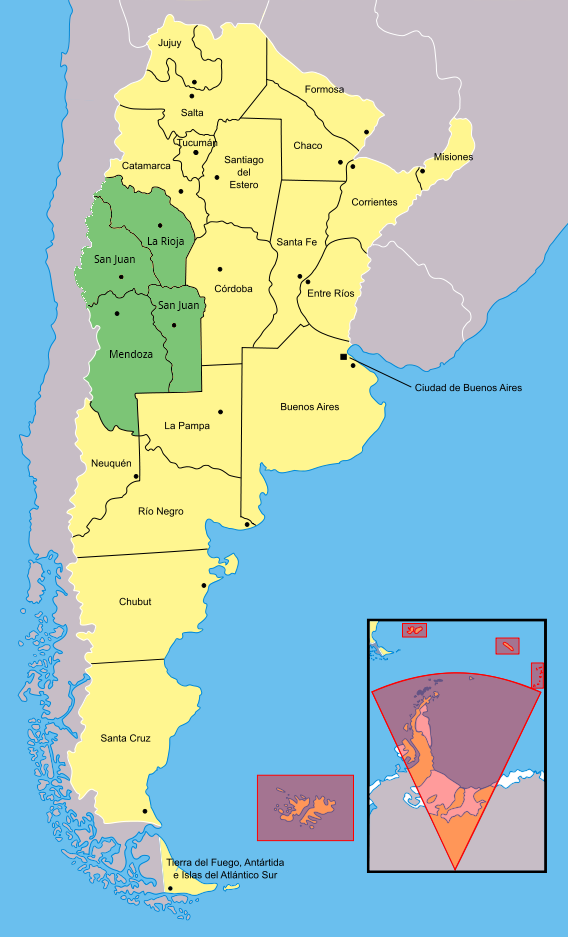
Les quatre provinces composant la région de Cuyo.

Ayant été mis au courant de l’éclatement imminent de la révolution, le général Lagos, son frère Carlos Lagos et le docteur Bonifacio del Carril partirent en direction de Cuyo. Ils arrivèrent à San Luis le 14 septembre après-midi. Ils escomptaient pouvoir prendre le commandement sans accroc, car Lagos avait été jusqu’à deux mois auparavant le chef de cette garnison, y connaissait tout le monde et était très populaire. Ils se réunirent secrètement avec le commandant en chef Eugenio Arandía dans les environs de la ville, et apprirent que José Epifanio Sosa Molina, frère du ministre, avait été nommé commandant en second et était arrivé de Buenos Aires en compagnie d’un groupe de la police fédérale, et avec l’ordre d’enquêter sur la situation des officiers afin de prévenir une insurrection semblable à ce que Videla Balaguer avait tenté sans succès deux semaines plus tôt à Río Cuarto. Arandía ajouta que la nouvelle de la présence de Lagos à San Luis déclencherait d’intenses recherches, suivies de sa mise en détention par la police, et que la meilleure chose à faire était d’essayer de se joindre au colonel Fernando Elizondo à Mendoza. Plus tard, Arandía eut une réunion avec les officiers les plus ardemment révolutionnaires ― les lieutenants-colonels Eppens et Ávila, et le major Blanco ―, pour les mettre au fait.
Le 14, Lonardi s’entretint avec le général Videla Balaguer, qui s’était réfugié dans la province de Córdoba, dans le département de Damián Fernández Astrada, et se trouvait à la tête d’un  Commando civil à l'effectif nombreux. Videla fut chargé de la coordination des groupes subversifs civils, tant celui de Fernández Astrada que celui de Jorge Landaburu. Pour éviter tout ébruitement de l’affaire, Lonardi avait arrêté que les civils ne devaient être informés des faits qu’une fois déclenchées les opérations.

### Le 15 septembre
Le 15 septembre, un officier rebelle émit un ordre doté d’une fausse signature, et obtint ainsi que le colonel Sánchez Reynafé, berné, quittât Curuzú Cuatiá et prît le chemin de Buenos Aires. Entre-temps, Señorans, Aramburu, Molinari et Arias Duval se rendaient dans cette localité en vue de la soulever, puis le Litoral tout entier. À la base navale Río Santiago (près de La Plata), l’amiral Isaac Rojas donna avis aux capitaines de vaisseau Carlos Bourel, directeur du Lycée naval, et Luis M. García, commandant de la base, de l’éclatement imminent de la révolution. Le plan consistait pour eux à bloquer le Río de la Plata pour empêcher l’approvisionnement en combustibles. Sur l’île Martín García, le directeur de l’École de navigation, le capitaine de frégate Juan Carlos González Llanos, pratiquait depuis avril 1955 un entraînement extraordinaire en « infanterie et tir », dans la perspective du complot devant se concrétiser le 16 juin. Le 15, on l’informa de l’imminence de la révolution, avec prière de s’embarquer pour Río Santiago sitôt qu’il aura eu connaissance de son déclenchement.
À Córdoba, Lonardi fêta son anniversaire par une cérémonie religieuse et un déjeuner au domicile de son beau-frère ; ensuite, il prit congé de sa femme et partit avec Ossorio à la lisière de la ville, attendant l’heure 0.
À Bahía Blanca, dans la soirée, le capitaine de vaisseau Jorge Perrén réglait les ultimes détails de la rébellion ; il invita à s’y rallier ceux qui n’étaient pas dans le secret et retint prisonniers ceux qui s’y refusaient. À l’aéroport Comandante Espora, le commandant en chef, loyal aux autorités constitutionnelles, s’était retiré à 17 heures, et la garde, confiée à Baubeau de Secondigé, attendait l’arrivée de qui se chargerait des opérations révolutionnaires, en l’espèce le capitaine Andrews. Quant à l’heure du soulèvement, Perrén estima qu’il serait imprudent de se lancer dans les opérations avec un personnel ayant été privé de sommeil : il fixa donc l’heure 0 à 4h.30, avec l’ordre de se lancer immédiatement, dès qu’on aurait entendu sur les radios de Buenos Aires la nouvelle de l’insurrection ailleurs dans le pays.
À Buenos Aires, aucune des unités de l’armée n’était disposée à se soulever, parce que le ministère des Armées avait sélectionné soigneusement, pour les commander, les officiers les plus loyaux au gouvernement. Les officiers désireux de se rebeller et n’ayant pas de rôle imparti dans le plan, se constituèrent en un groupe, coordonné par le lieutenant-colonel Herbert Kurt Brenner et par Rodolfo Kössler, qui par précaution communiquaient entre eux en allemand. Ils s’étaient donné rendez-vous à 16 heures à la gare Constitución, pour y prendre le train pour La Plata et de là renforcer l’École navale.
Dans la ville de Buenos Aires, dès lors, la seule action prévue incomberait aux Commandos civils ; leur mission était de mettre hors d’état de fonctionner les principales antennes de radio afin d’éviter que ne vînt à être diffusée prématurément la nouvelle d’un soulèvement contre Perón. L’opération fut une réussite : une fois disparues les ondes des principaux émetteurs, l’on pouvait entendre distinctement à Buenos Aires les radios de Córdoba, d’Uruguay et de Puerto Belgrano. Cependant, les autorités de Buenos Aires détectèrent cette agitation inhabituelle, et ce fut paradoxalement l’action de ces commandos qui mirent en alerte les autorités nationales.

### Le 16 septembre

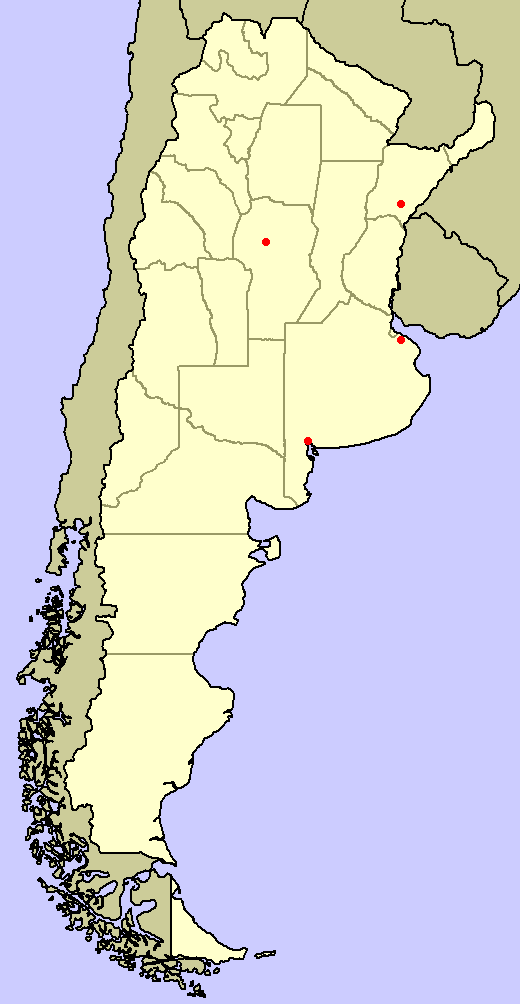
Points d’appui des insurgés (de haut en bas) : Curuzú Cuatiá, Córdoba, Ensenada et Bahía Blanca.

À 0h30, le ministre Lucero, réveillé par son officier d'ordonnance, le colonel Díaz, fut informé de la dénonciation faite par un directeur de l’entreprise Mercedes Benz : un employé de la firme lui avait confié qu’il savait que Heriberto Kurt Brenner participerait à une révolution dans les prochaines heures. Lucero se rendit au ministère et manda en urgence le commandant en chef de l’armée, le général Molina, le chef de l’état-major général, le général Wirth, le sous-secrétaire du ministère, le général José Embrioni, et le chef du Service de renseignements, le général Sánchez Toranzo. En outre, il donna ordre à la garnison de Buenos Aires de se tenir prête. Ensuite, Lucero appela le commandant de la 4e division de l’armée de terre, casernée à Córdoba, mais son commandant, le général Alberto Morello, répondit qu’il n’y avait « rien de neuf ». Sur ces entrefaites s’étaient mis à arriver une série d’avis de la police : des groupes de civils armés avaient été aperçus à Vicente López, à Palermo, à Ciudadela, à Ramos Mejía, et à l’Hôpital naval central. À 4 heures du matin, la police fédérale émit un message à caractère urgent :

« Alerte générale. Cette nuit, des groupes civils armés vont troublant l’ordre public et tentent de se saisir des chefs d’unités et des autorités légalement constituées. Agir énergiquement et réprimer toute velléité de trouble à l’ordre public. »

Le ministre croyait que les événements signalés était principalement le fait de civils. Peu avant l’aube, le gouverneur de la province de Buenos Aires fit part depuis La Plata (capitale de la province, qui s’appelait alors Ciudad Eva Perón) d’activités suspectes dans la base navale Río Santiago voisine, puis de la présence de Lonardi et d’Ossorio Arana à Córdoba. Lucero fit réveiller le général Perón, qui se rendit sans tarder au siège du ministère de la Guerre.
À 0 heure le 16 juin, Isaac Rojas établit son état-major révolutionnaire, avec Jorge Palma, Sánchez Sañudo, Silvio Cassinelli et Andrés Troppea. La possibilité fut proposée aux cadets de l’École navale de ne pas se joindre au coup d’État et de ne pas s’embarquer, toutefois tous firent allégeance à la révolution. Perrén et ses compagnons reçurent la nouvelle du soulèvement de Río Santiago à trois heures du matin et procédèrent à l’arrestation de leurs supérieurs.

#### Soulèvement des premières unités
À Córdoba, les mouvements avaient commencé à 23h.20. Trente-six officiers de la force aérienne interrompirent la fête d’anniversaire du commodore Machado, à laquelle tous les chefs de la base étaient réunis ; aussi furent-ils entraînés dans le mouvement tous ensemble. Ils n’attendirent pas minuit, les invités en effet commençant dès ce moment à se disperser. Ensuite, quelques officiers traversèrent la route jusqu’à l’usine d’avions, tenant pour certain que la cinquantaine d’officiers ingénieurs adhéreraient à la révolution, ce qui se passa en effet. Ensuite, le capitaine Maldonado s’empara de l’École d’aviation militaire, où résidait le commodore Julio César Krause, antipéroniste notoire, que l’on mit au courant de la situation et à qui l’on proposa le commandement de la force aérienne rebelle. Krause revêtit son uniforme ; comme première mesure, il ordonna la libération du commandant Jorge Martínez Zuviría et le plaça à la tête de l’École de sous-officiers.
Le ministre Lucero, entre deux actions préventives, avait ordonné à l’École d’infanterie de se tenir prête à toute éventualité. Le colonel Brizuela téléphona à l’École d’artillerie, mais il lui fut indiqué que son directeur, le colonel Turconi, était occupé à « passer en revue les installations ». Il était deux heures du matin. En réalité, l’École d’artillerie était déjà sous le commandement de Lonardi, et Turconi se trouvait détenu. Ensuite, le capitaine Correa téléphona à Brizuela, cette fois pour annoncer qu’il « voulait parler au général Lonardi ». Brizuela coupa court à la communication ; vu l’impossibilité de communiquer à nouveau, et compte tenu que le facteur surprise n’agissait plus désormais, Lonardi ordonna aux artilleurs d’ouvrir le feu sur l’École d’infanterie.
L’attaque occasionna d’importants dommages aux installations et surprit beaucoup de ses occupants. Par la rupture du câblage électrique et la subséquente obscurité, l’infanterie eut beaucoup de mal à s’organiser. À l’aube, seuls 1 800 des 3 000 hommes restaient sous les ordres de Brizuela, principalement par suite de la désertion des conscrits qui effectuaient leur service militaire. Avec les premières lueurs du jour, les soldats d’infanterie réussirent à renverser la situation et à encercler les artilleurs. La manœuvre toutefois laissa sans défense l’édifice de l’École d’infanterie, qui fut pris par les troupes aéroportées (rebelles) du capitaine Claisse. Mais devant la chute imminente des artilleurs, celui-ci dut faire marche arrière pour se porter à leur secours. Étant donné que l’artillerie a une portée de tir très restreinte, il n’y avait plus, les hommes d’infanterie s’étant déjà fort approchés, d’autre option que de se retirer. Une deuxième difficulté était de faire pivoter les canons pour viser les hommes d’infanterie qui, après la manœuvre d’encerclement, se trouvaient à présent dans leur dos.
Depuis minuit, le général Videla Balaguer se tenait dans un petit hôtel du quartier Alta Córdoba, où un grand nombre de civils s’étaient donné rendez-vous à l’aube. Au fur et à mesure qu’ils arrivaient, Videla les fit prêter serment :

« Jurez-vous par Dieux et par la Patrie de lutter jusqu’à la victoire ou de mourir, comme disent les strophes de l’hymne ? »

— Serment des commandos de Córdoba.
À Curuzú Cuatiá, un groupe de civils préparait l’arrivée des dirigeants révolutionnaires ; c’étaient notamment Enrique Arballo, José Rafael et Julio César Cáceres Monié, Juan Labarthe, Mario de León, et quelques autres. Collaborait aussi avec eux Pedro E. Ramírez, fils de l’ancien président Ramírez. Le 16 septembre à 0 heure, le major Montiel Forzano entreprit de s’emparer des unités postées à Curuzú Cuatiá. Au début de la matinée, toute la ville était aux mains des rebelles, et les Commandos civils occupaient les bâtiments publics. Grâce à la surprise et à la célérité des opérations, on évita de faire des victimes dans les deux camps,.
Au ministère de la Guerre, la première idée, à savoir qu’il s’agissait d’une insurrection civile, fut progressivement écartée à mesure que parvenaient les nouvelles de l’intérieur du pays. À 4h55 parvint de Gualeguaychú, en Entre-Ríos, l’information que la présence de Señorans et d’Aramburu dans cette zone avait été signalée par la police. À 6h45, une dépêche arriva de Córdoba indiquant que l’École d’artillerie s’était soulevée et était passée sous le commandement du général Lonardi. À 7h30, l’on apprit encore que la garnison aérienne de Córdoba était également aux mains des rebelles. Une heure plus tard arriva la nouvelle de la rébellion survenue à Río Santiago. Les communications étaient coupées avec la flotte de mer.
Lucero ordonna alors la riposte : le général Heraclio Ferrazzano devait avancer contre Río Santiago, à la tête de la 2e division et avec l’appui de la force aérienne ; contre les bases de Puerto Belgrano et Comandante Espora feraient mouvement la 3e division de cavalerie (sous les ordres du général Eusebio Molinuevo), la 4e division alpine (commandée par le général Ramón Boucherie) et le corps motorisé du général Cáceres ; sur Curuzú Cuatiá devait marcher le général Carlos Salinas à la tête des 3e et 4e divisions de cavalerie (sous les ordres des généraux Lubin Arias et Giorello) et des unités de la 7e division de l’armée de terre (emmenées par le général Font) ; enfin, vers Córdoba convergerait la plus importante quantité de troupes : le général Sosa Molina au commandement de sa 2e armée, la 4e division de Córdoba (menée par le général Morello) et la 5e division du Nord (avec à sa tête le général Moschini).

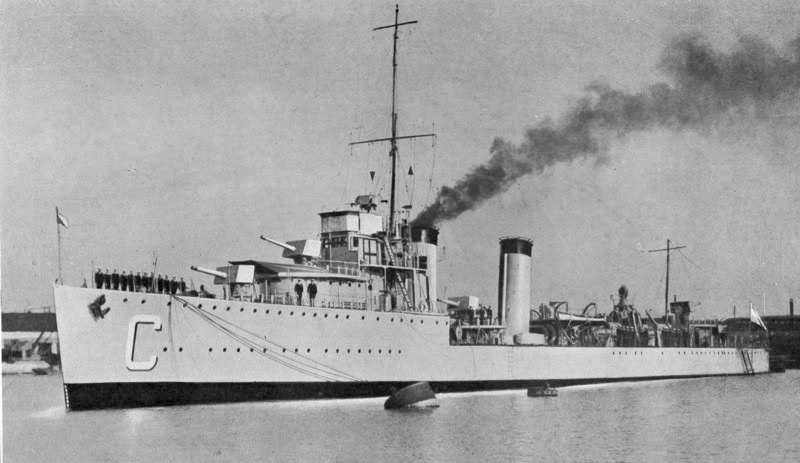
Le destroyer ARA Cervantes.

Les deux destroyers-écoles T-4 (La Rioja) et T-3 (Cervantes), qui avaient appareillé de l’École navale, furent attaqués à 9h.30 par une escadrille de Gloster Meteor de la force aérienne dirigée par le vice-commodore Carlos Císter.
À Bahía Blanca, le capitaine Arturo Rial était responsable du « Commando révolutionnaire du sud », qui comprenait la base aéronavale Comandante Espora et la base de Puerto Belgrano. Ils interrogèrent par radio le chef du 5e régiment d’infanterie, le lieutenant-colonel Albrizzi, qui répondit que l’unité n’adhérait pas au soulèvement, mais resterait cependant dans ses quartiers. Cette passivité fut reçue avec soulagement par les rebelles.
La puissante flotte de mer, ancrée à Puerto Madryn, dans la province patagonienne du Chubut, avait à sa tête l’amiral loyaliste Juan B. Basso, qui demeura fidèle aux autorités constituées. Le 16 à midi, le capitaine Robbio partit en un vol solitaire depuis la base Espora vers Madryn dans le but de la soulever.
Dans la ville de Córdoba, le général Videla Balaguer et une quarantaine de civils révolutionnaires — dont quelques-uns sous les ordres du député radical Miguel Ángel Yadarola — avaient été cernés par la police et des effectifs de l’armée, à la suite d’une dénonciation par une opératrice de téléphone. Soixante membres de l’École de sous-officiers de l’aéronautique se dirigèrent sur Alta Córdoba pour leur prêter secours ; leur supériorité en armement leur permit de dégager tous les rebelles cernés.
Pour sa part, l’École d’artillerie était encerclée. La situation était critique, et aussi bien Ossorio que Lonardi firent serment de lutter jusqu’à la mort.

« Je crois que nous avons perdu, mais nous ne nous rendrons pas. Nous allons mourir ici. »

— Eduardo Lonardi.
C’est à ce moment que le fait d’attaquer par surprise « avec toute la brutalité » commença à manifester ses effets : en effet, l’École d’infanterie se retrouva à court de munition et son directeur Brizuela se vit dans l’obligation de proposer une cessation des hostilités. Lonardi déclara que son intention était de pacifier le pays, sous la consigne « ni vainqueurs ni vaincus », ce pourquoi il offrit que ses troupes rendissent hommage aux adversaires défaits. Aussi l’École d’infanterie défila-t-elle avec ses armes devant l’École d’artillerie et l’École des troupes aéroportées, puis remirent leur armement et s’engagèrent sous l’honneur à ne pas reprendre les hostilités contre la révolution,.
Le commodore Krause, à la tête de la force aérienne de Córdoba, envoya, après le retour de la troupe qui avait libéré Videla Balaguer, un groupe de civils et quelques soldats occuper les mâts d’antenne radiophoniques afin de s’en servir à des fins révolutionnaires. Emmenés par le capitaine Sergio Quiroga, ils eurent plusieurs accrochages avec la police, mais les policiers se révélèrent peu enclins à mourir pour faire barrage aux rebelles.
À 11 heures du matin, plusieurs unités loyales de l’armée qui se trouvaient à La Plata encerclèrent la base Río Santiago et attaquèrent la tête de pont que les marins rebelles avaient établie sur la terre ferme. Au même instant, à Curuzú Cuatiá, on entendait les radios officielles annoncer l’échec du soulèvement dans tout le pays. À 12 heures, un avion survola la localité en lançant des billets portant cette même information. Plusieurs officiers qui s’étaient joints au camp rebelle demandèrent à être arrêtés et enfermés chez les loyalistes, jusqu’à ce qu’un groupe de plus de cent sous-officiers réussît à tromper la surveillance de leurs geôliers, à empoigner leurs armes, puis à s’emparer de l’École blindée. Au terme d’un long échange de coups de feu, l’on parlementa : l’École blindée resterait passive, sans être contrainte d’obéir au commandement rebelle.
Le capitaine de frégate Hugo Crexel, sur ordre direct de Perón, s’était placé à la tête d’une escadrille d’avions qui, conjointement avec l’escadrille du vice-commodore Císter, attaqua les navires de l’École navale. Devant la puissance de cette attaque aérienne, les vaisseaux s’éloignèrent de la ville de Buenos Aires, quittant ainsi le rayon d’autonomie des avions, lesquels dès lors se mirent à attaquer la base de Río Santiago. Sur la base furent d’abord largués une quantité de tracts annonçant la défaite de la révolution dans tout le pays, ensuite le bombardement commença. Cependant, la grande puissance de feu concentrée à Río Santiago permit aux rebelles d’endommager et de mettre hors combat deux avions.
Le 16 septembre à midi, les rebelles tenaient certaines positions à Córdoba, Curuzú Cuatiá, Río Santiago et Bahía Blanca. La force aérienne apparaissait entièrement loyale au gouvernement. L’on ne savait rien sur l’armée en Cuyo et n’avait aucune nouvelle sur la flotte de mer. Perón avait quitté le ministère de la Guerre à 10h.30.

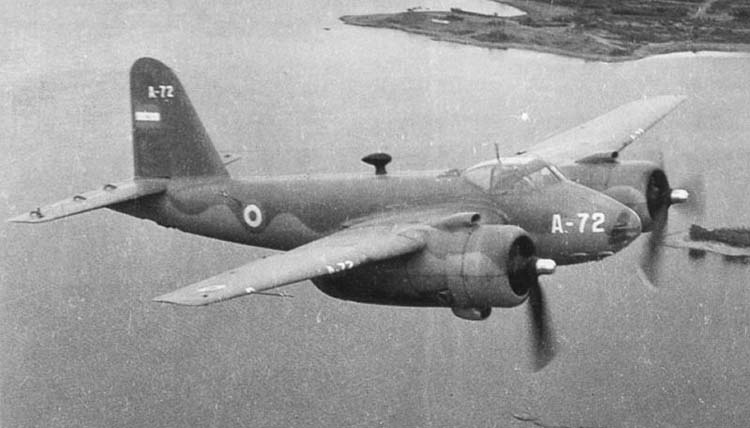
Un I.Ae. 24 Calquín.

La méfiance régnait dans la base aérienne de Morón, siège des escadres aériennes loyales au gouvernement, en particulier depuis que les pilotes des Calquín eurent effectué un survol de Río Santiago sans que leurs tirs n’eussent touché aucune cible, chose assez improbable pour des pilotes aussi expérimentés. Le 1er groupe de Bombardement, avec base d’attache dans la province de San Luis, fut elle aussi convoquée à la base de Morón. Là, les deux premiers pilotes arrivés, les capitaines Orlando Cappellini et Ricardo Rossi, furent avertis par le commandant en chef de la force aérienne, le brigadier Juan Fabri, qu’il soupçonnait bien chez eux des intentions révolutionnaires :

« Voyez-vous : moi je sais comment vous autres deux pensez ; c’est comme tout le monde pense. Mais je vous demande qu’à ce moment vous exécutiez les ordres, car il sera toujours temps ensuite de faire ce que tous nous voulons. »

— brigadier Juan Fabri, 16 septembre 1955.
Ordre leur fut donné de piloter leurs Avro Lincoln jusqu’à Córdoba et d’observer la situation à l’École d’artillerie ; cependant, ils se posèrent à l’École d’aviation militaire et firent allégeance à la révolution. Ce même après-midi, leur exemple sera suivi par trois autres pilotes : le capitaine Fernando González Bosque, et les premiers-lieutenants Dardo Lafalce et Manuel Turrado Juárez. Ces défections, qu’on se mit à désigner par le mot de panqueque (littér. crêpe, parce qu’« ils font un petit tour en l’air »), eurent une forte répercussion émotionnelle dans les deux camps.
À Puerto Belgrano, on intercepta les communications du lieutenant-colonel Albrizzi, commandant du régiment d’infanterie local, par lesquelles il demandait de l’aide aux régiments d’Azul et d’Olavarría. Albrizzi, s’étant déclaré neutre, s’était vu enjoindre de rallier les rebelles ou de se rendre. À quatre heures de l’après-midi, le capitaine de corvette Guillermo Castellanos Solá, originaire de Salta, ayant sous ses ordres un groupe d’infanterie de marine, alla occuper la ville de Bahía Blanca. Une partie de la population sortit dans les rues pour manifester sa joie et offrir leurs services aux rebelles. À 16h.30, tous les délais de reddition ayant expiré, le capitaine Rial donna l’ordre de bombarder le 5e régiment de Bahía Blanca ; le régiment étant cantonné hors de la ville, la population civile n’en fut pas affectée.

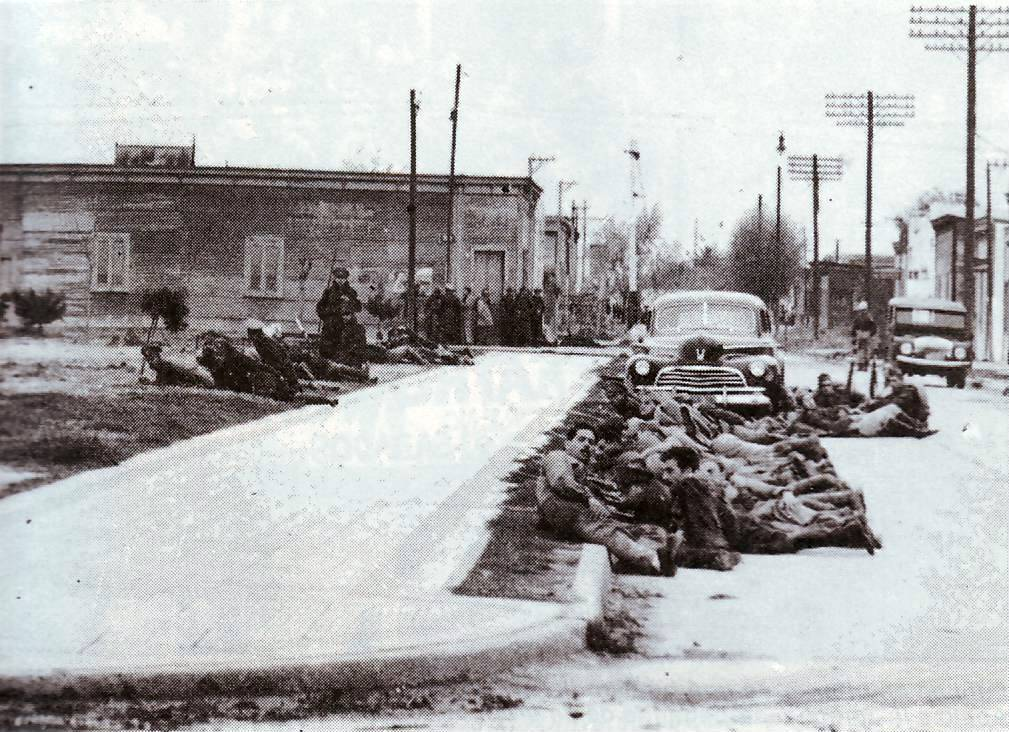
Des troupes loyales au gouvernement constitutionnel résistent au coup d’État dans la localité d’Ensenada, dans la province de Buenos Aires, non loin de la ville de La Plata.

Une situation inverse prévalait à Río Santiago, où les avions, réapprovisionnés en munitions à l’aéroport de Morón, attaquaient les positions rebelles toutes les 50 minutes. Il est à rappeler que la base Río Santiago était située sur une petite île dans le Río de la Plata, séparé de la localité d’Ensenada par un étroit bras d’eau. Sur la terre ferme se trouvait un arsenal. Par la terre, le 7e régiment d’infanterie, assisté de policiers et de miliciens, faisait pression sur la base, mais un groupe d’infanterie de marine, sous le commandement du lieutenant de corvette Carlos Büsser, appuyé par trois canonnières évoluant sur le Río Santiago, réussit à empêcher le régiment de pousser plus avant. Vers 16h.30, une attaque aérienne manqua grossièrement sa cible, les bombes tombant derrière la première ligne des troupes d’infanterie, à plus de 300 mètres de la base navale. Cela provoqua une panique dans la population civile d’Ensenada, qui entreprit alors d’évacuer les lieux.
À Curuzú Cuatiá, des sous-officiers loyalistes réussirent par un acte de sabotage à déverser toutes les réserves de carburant, de sorte que les rebelles ne furent plus en mesure d’utiliser leurs véhicules blindés. Entre-temps, les forces gouvernementales se concentraient dans la ville de Mercedes voisine.

#### L’après-midi du 16
Dans l’après-midi, les destroyers qui croisaient au milieu du Río de la Plata se rapprochèrent de Montevideo, et un remorqueur uruguayen emporta les blessés sur la terre ferme.
À l’École d’aviation de Córdoba, les aéronefs, hétérogènes, étaient destinés principalement à l’instruction. Quelques officiers s’ingénièrent à les mettre en ordre de combat, en y fixant des canons et en installant des bombes. Sur les avions furent peints des insignes, d’abord, sur quelques-uns, les lettres « M. R. » pour « Mouvement révolutionnaire », ensuite l’on adopta le signe Christ Vainqueur.
Si les abords de la ville de Córdoba étaient sous la domination des rebelles, le centre en revanche était défendu par le gouverneur et par la police. Au terme d’une âpre lutte, Videla Balaguer (avec le renfort de Claisse, à la tête d’officiers et de sous-officiers munis de mortiers et de mitrailleuses) parvint à occuper le Cabildo de la ville.
Un grand nombre de civils saisirent les armes dérobées à la police et rejoignirent les Commandos civils. Le chef de la Jeunesse radicale locale, Luis Medina Allende, avait entraîné de nombreux volontaires dans la pratique du tir, lesquels volontaires adhérèrent ensuite collectivement à la révolution, se mettant sous les ordres de Videla Balaguer. Auparavant avaient déjà fait allégeance les frères García Montaño, Gustavo Mota Reyna, Gustavo Aliaga, Domingo Castellanos, Marcelo Zapiola, Jorge Manfredi, Jorge Horacio Zinny, et d’autres. Ces groupes sauront se distinguer par leur action, ainsi p.ex. le commissariat central de police se rendit-il au groupe commando de Miguel Arrambide Pizarro, dans lequel combattaient aussi des élèves du secondaire. Dans la soirée, des soldats de l’École d’infanterie, dispersés, qui eurent à subir quelques escarmouches avec les rebelles, prirent la direction d’Alta Gracia, où les forces loyalistes consolidaient leurs positions. À minuit, le capitaine García Favre s’envola pour Puerto Belgrano en vue d’échanger des informations.

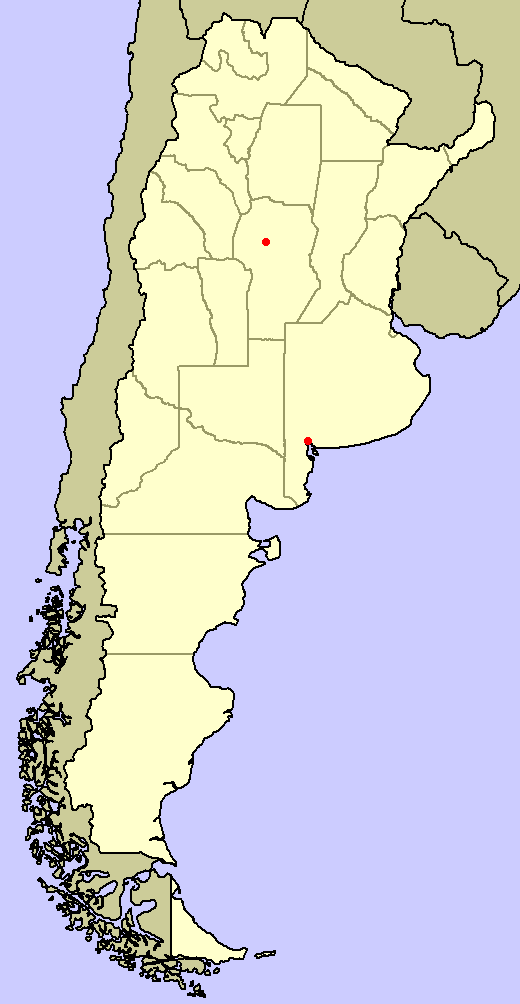
Zones rebelles à la fin de la journée du 16 septembre : Córdoba et Puerto Belgrano.

Dans la province de San Luis, Lagos s’attendait, eu égard au fait qu’il avait été chef de la garnison pendant deux mois, à pouvoir prendre le commandement sans problèmes. Réunis avec le commandant en chef Eugenio Andía, Lagos et ses accompagnateurs apprirent qu’au poste de commandant en second avait été désigné José Epifanio Sosa Molina, qui était arrivé de Buenos Aires en compagnie d’un groupe de la Police fédérale, porteur de l’ordre d’enquêter sur la situation des officiers, afin de prévenir un soulèvement semblable à celui que Videla Balaguer avait tenté en vain deux semaines auparavant à Río Cuarto. Pour compliquer encore sa situation, les troupes des provinces de Mendoza et de San Juan se trouvaient pour raison de manœuvre dans la montagne et les chefs rebelles n’avaient pas accès au téléphone. La supposition courait aussi que la nouvelle de la présence de Lagos à San Luis déclencherait une intense battue et sa subséquente arrestation par la police, et que le mieux était d’essayer de faire la jonction à Mendoza avec la colonel Fernando Elizondo. Après qu’eut éclaté la révolution, l’ordre fut donné à toutes les unités de la 2e armée de se concentrer à San Luis. La CGT de Mendoza pourvut de camions et de carburant les unités restées loyales présentes dans la province, qui sinon auraient tardé une semaine à s’organiser.
À Curuzú Cuatiá, vers 23h.00, les sous-officiers des unités rebelles, chez qui la démoralisation avait atteint son point culminant, cernèrent le club des officiers et obligèrent ceux-ci à quitter la ville. La révolution dans le Litoral arrivait ainsi à son terme.
À Río Santiago, les rebelles se replièrent sur l’île entre 18h. et 19h.30, au moment où le 6e régiment d’infanterie s’approchait de Ciudad Eva Perón (aujourd’hui La Plata). Le lendemain arriva sur les lieux un régiment d’artilleurs, qui n’eut pas de mal à mettre en déroute la base navale et ses occupants. Le capitaine Crexel rencontra l’amiral Cornes et les deux hommes firent la fête avec du champagne, cependant que, protégés par l’obscurité de la nuit, les rebelles s’embarquaient furtivement sur leurs vaisseaux et passaient au large, vers le Río de la Plata.

### Le 17 septembre
Le 17 septembre, le ciel était couvert à Buenos Aires. Une fois levé le couvre-feu, la population sortit de chez elle pour s’approvisionner en vivres et en bougies, mais aucun trouble ne vint altérer l’ordre public dans les rues. Les spectacles et les rencontres de football avaient été suspendus, et la plupart des gens se tenaient près de leur poste de radio à l’affût de nouvelles. Celles-ci leur furent apportées cet après-midi-là par le quotidien du soir La Razón : Curuzú Cuatiá et Río Santiago avaient été occupées par des troupes loyales au gouvernement, et les autres foyers révolutionnaires étaient près de tomber.
Au point du jour, le gros de la 2e armée traversa le Río Desaguadero, lequel sépare les provinces de Mendoza et de San Luis. Le commandant en chef, le général Sosa Molina, s’était à l’avance transporté à Anisacate, dans la province de Córdoba, pour y préparer l’arrivée de ses troupes. L’armée, dont la marche était dirigée par le général Raviolo Audisio, était attendue à San Luis par le général rebelle Eugenio Arandía. Arrivés dans la capitale de la province de San Luis, les officiers les plus haut gradés de la 2e armée se réunirent dans le bureau du commandement : tous se révélèrent être révolutionnaires, hormis Raviolo Audisio lui-même et les colonels Botto et Croce, qui furent retenus captifs sur les lieux,. L’on apprit le soulèvement de la 2e armée d’abord à Buenos Aires ; Lucero ordonna que les forces de la province de Buenos Aires, qui se dirigeaient vers Córdoba, se concentrent à Río Cuarto pour empêcher les divisions alpines d’aller renforcer la position rebelle dans la capitale Córdoba.
À Río Santiago, après le départ des rebelles, le capitaine de vaisseau Manuel Giménez Figueroa, détenu pour n’avoir pas voulu se rallier au coup d’État, recouvra la liberté ; ayant pris ensuite le commandement de la base, il ordonna de hisser le drapeau blanc et négocia la reddition devant le 7e régiment d’infanterie. Il restait dans la base, outre Giménez Figueroa, 19 autres officiers peu gradés, 176 sous-officiers, et 400 hommes de troupe, marins et conscrits. À l’École navale, il y avait encore quelque 200 autres personnes.
Au lever du jour, des avions de la base Comandante Espora recommencèrent à bombarder le régiment loyaliste de Bahía Blanca, qui, dépourvu de défense antiaérienne, offrit bientôt sa reddition, et une grande quantité de fusils et de munition put ainsi être capturée par les rebelles. García Favre, une fois accomplie sa mission, décolla à nouveau à destination de Córdoba,.
Dans cette ville, depuis le soir, beaucoup de personnes loyales au gouvernement opposaient une résistance sporadique, que ce fût en groupes ou de manière isolée. Les rebelles avaient disposé que tous, militaires comme civils, eussent à s’identifier au moyen d’un brassard blanc. Des groupes de civils dirigés par des cadets de l’aéronautique étaient chargés d’assurer l’ordre dans la ville occupée. En plus de celle-ci, deux points étaient aux mains des révolutionnaires : l’aéroport de Pajas Blancas et un émetteur de radio dans la localité de Ferreyra voisine. Cet émetteur, rebaptisé « La Voz de la Libertad » (littér. la Voix de la liberté), était défendu par trois mitrailleuses, une établie sur le toit, qui balayait sur 360º, et deux autres disposées sur les côtés dans des nids de mitrailleuse. L’émetteur sera attaqué à deux reprises, mais résistera à chaque fois.
Dans la localité d’Anisacate, il y eut une rencontre entre le général Morello (qui détenait le commandement sur les troupes à Alta Gracia), le général Sosa Molina (chef de la 2e armée, ignorant alors que celle-ci s’était rebellée), le colonel Trucco avec son régiment d’artillerie, et le major Llamosas, qui avait avec lui les forces de l’École d’infanterie ayant réussi à s’échapper de la ville de Córdoba. Quoique le ministre Lucero eût désigné Sosa comme chef régional, c’est Morello qui, à l’issue de cette réunion, aura à se charger de tout.
À 17h.00, les radios rebelles de San Luis, Córdoba et Puerto Belgrano, ainsi que celle de Walter Viader à Buenos Aires, annoncèrent l’insurrection de la 2e armée et l’instauration d’un Gouvernement révolutionnaire dans la province de San Luis,. Radio Nacional de son côté diffusa le communiqué suivant :

« La population est avertie que des stations de radio tombées au pouvoir des foyers révolutionnaires [...] et des radios étrangères, se caractérisant par la mauvaise foi et par des erreurs grossières, instillent des informations absolument erronées. Le peuple de la République et toutes les Forces armées sont informées que le déroulement des opérations des Forces loyales est absolument favorable. »

— Radio de l’État, samedi 17 septembre 1955.

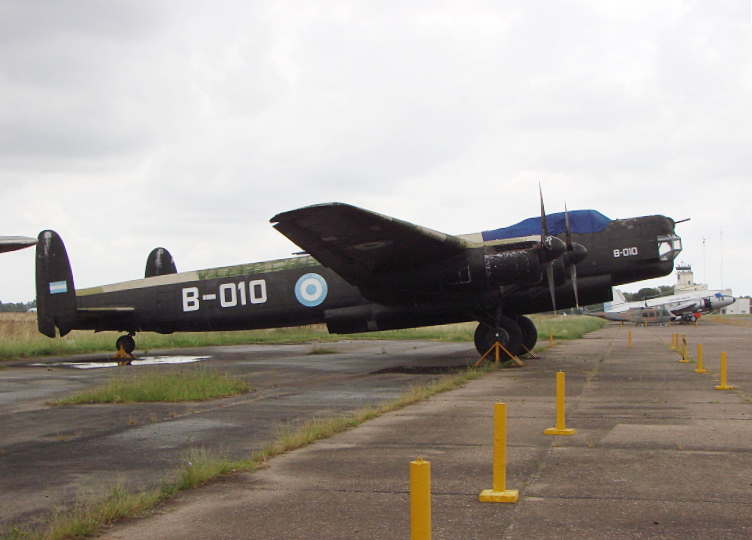
Bombardier Avro Lincoln.

Le général rebelle Arandía ordonna d’aller occuper Villa Mercedes ainsi que la localité de Villa Reynolds voisine, avec sa base aérienne. Ensuite, le gros de l’armée rebelle s’en retourna à Mendoza pour occuper cette province et pouvoir ravitailler les unités en carburant et munitions. Avant de faire son entrée dans la ville, on fit appeler le général Lagos, afin de le placer à la tête des troupes.
Quant à la force aérienne, les rebelles à Córdoba n’avait au début aucun appareil utilisable, mais le 17 septembre, ils surent aménager quelques-uns des Gloster Meteor présents dans la Fábrica de Aviones. Cependant, plusieurs autres avions devaient arriver au fil des jours, aussi bien des panqueques venus d’autres bases aériennes (un Avro Lincoln arrivé ce jour de Morón s’envola vers Villa Reynolds, mais s’écrasa en cours de route par suite d’une défaillance) que des avions de la compagnie Aerolíneas Argentinas utilisés comme transporteurs. En ce qui concerne les avions bombardiers, l’École d’aviation n’avait ni pièces détachées ni bombes en suffisance, ce pourquoi les avions durent être transférés à la base Comandante Espora pour y recevoir l’équipement nécessaire.

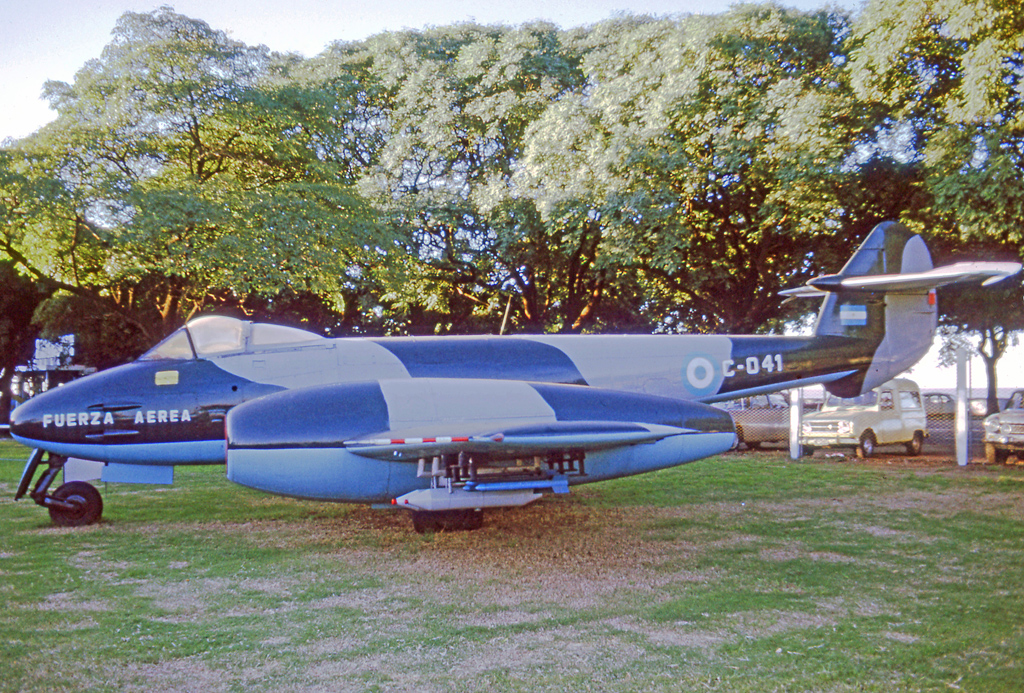
Chasseur Gloster Meteor.

Trois avions de chasse Gloster Meteor de la Force aérienne loyaliste, pilotés par le major Daniel Pedro Aubone, le commandant Eduardo Catalá et le capitaine Amauri Domínguez, effectuèrent une sortie au-dessus de l’aéroport de Pajas Blancas, mettant hors service les deux bombardiers Avro Lincoln qui avaient été les premiers panqueques du 16 septembre. Le succès de cette mission enthousiasma le ministre Lucero, à telle enseigne qu’il ordonna pour le lendemain une deuxième attaque aérienne contre Córdoba, cette fois avec des Avro Lincoln. Pour les rebelles au contraire, cela signifiait un grave contretemps, au vu du faible nombre d’avions qu’ils détenaient. De surcroît, dans le courant de l’après-midi arriva la nouvelle que la 2e armée (ralliée à la rébellion) ne ferait pas directement mouvement sur Córdoba, ce qui représentait une grande difficulté, attendu que les rebelles n’avait pas de corps d’armée complet, mais seulement une unité d’artillerie avec ses officiers et hommes de troupe. Les sous-officiers étaient tous détenus en raison du peu de confiance qu’ils inspiraient aux rebelles. Le renfort apporté par les parachutistes ne suffisait pas pour constituer un régiment, et les Commandos civils, pour enthousiastes qu’ils fussent, manquaient d’entraînement. Le capitaine García Favre s’envola pour Mendoza pour requérir des renforts d’infanterie. Lonardi envisagea même la possibilité de mettre en place un pont aérien pour transférer la révolution à Mendoza, mais Krause refusa tout net :

« Quant à moi, je ne suis pas d’accord d’évacuer. Nous, nous avons dit que nous venions pour vaincre ou mourir ; de sorte que je ne bouge pas d’ici, ni ne vais permettre qu’aucun des avions qui sont sous mes ordres ne le fasse. »

— Commodore Julio César Krause, 17 septembre 1995.
Dans la soirée du 17, la majeure partie de la 5e division, commandée par le général Aquiles Moschini, arriva en train à Deán Funes, localité sise dans le nord de la province de Córdoba. Elle se composait de quatre régiments d’infanterie (les 15e, 17e, 18e et 19e), une d’artillerie, une de cavalerie, et un bataillon de communication. Dans l’est, à Río Primero, stationnait le 12e régiment d’infanterie, placé sous les ordres du général Miguel Ángel Íñiguez ; dans le sud, la 4e division, sous la conduite de Morello, se joignit aux forces d’Íñiguez et de Moschini, le tout devant permettre un mouvement « en tenaille » pour étrangler Lonardi et Videla.

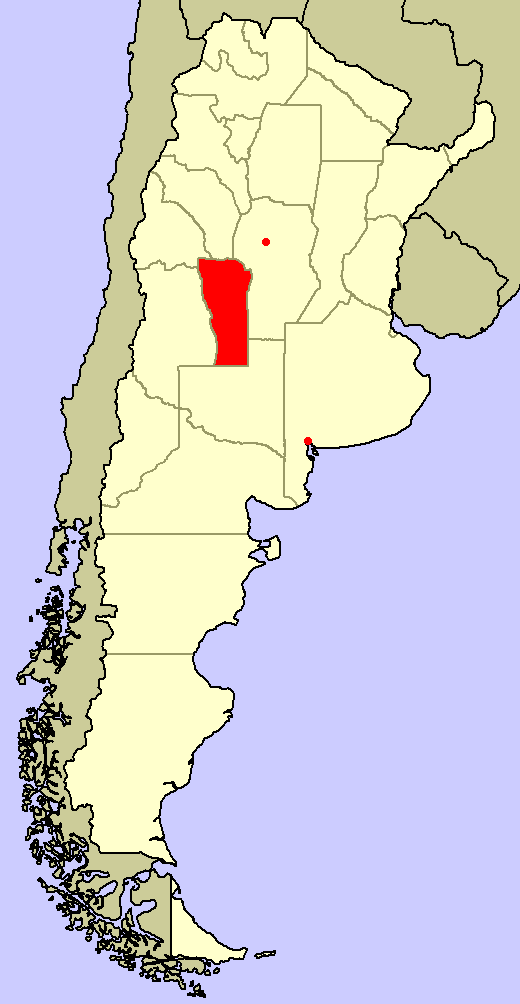
État de situation au 17 septembre.

Le Commandement Sud (état-major rebelle à Puerto Belgrano) ordonna de faire sauter tous les ponts dans un rayon de 100 km et de fermer une vanne du gazoduc afin de couper l’approvisionnement en gaz de Buenos Aires. Contre lui firent mouvement la 3e division de cavalerie, le 2e régiment d’artillerie et le 3e d’infanterie. Le 3e régiment d’infanterie, caserné à La Tablada, était le seul du Grand Buenos Aires à se voir ordonner de s’éloigner de la capitale nationale. Il fit marche, en une colonne longue de 47 km, sur la zone de Bahía Blanca. Son chef, le colonel Carlos Quinteiro, recevait ses ordres de Buenos Aires par le général Francisco Ímaz, commandant d’opérations de l’armée de terre. Le régiment avait laissé son armement antiaérien à Buenos Aires, car l’on croyait que la base Comandante Espora ne disposait pas de détonateurs, supposition qui se révélera funestement fausse. Arrivé à Tandil, Ímaz ordonna de changer de cap et d’aller occuper un arsenal de la marine à Azul ; le régiment d’Azul, pour sa part, s’était déjà éloigné.
La base Espora vit atterrir deux Avro Lincoln et un groupe de Calquins sous le commandement du capitaine Jorge Costa Peuser, qui faisaient défection et passèrent dans le camp rebelle.
Un groupe de radioamateurs du Río Negro s’avisa que des forces loyales au gouvernement se dirigeaient sur Viedma par train : il s’agissait du deuxième corps de la 2e armée, formé d’éléments prélevés à San Martín de los Andes, Covunco, Zapala et d’autres localités de Neuquén et Río Negro — ce qu’apprenant, Perrén ordonna de faire sauter plusieurs ponts sur le Río Colorado.

### Le 18 septembre
Le 18 septembre à 9h.17, Isaac Rojas repoussa une dépêche du ministère de la Marine lui enjoignant de se rendre. À ce moment, il se trouvait à la tête d’une petite flotte : le destroyer La Rioja, le patrouilleur Murature, les frégates Granville, Drummond et Robinson, le sous-marin Santiago del Estero, et le navire-atelier Ingeniero Gadda, en plus de vaisseaux de débarquement et de lance-torpille. Peu après, l’on put distinguer dans le lointain, depuis le littoral, les grands croiseurs La Argentina et 17 de Octubre, de la flotte de mer, qui avait levé l’ancre le 16 septembre de Puerto Madryn, dans une situation non clarifiée, même si on connaissait certes la position loyalement péroniste de son commandant, l’amiral Basso. Cette flotte se composait comme suit : le croiseur 17 de Octubre (sous les ordres du capitaine de vaisseau Fermín Eleta), le croiseur La Argentina (capitaine de vaisseau Adolfo Videla) ; les destroyers Buenos Aires (capitaine de frégate Eladio Vásquez), Entre Ríos (capitaine de frégate Aldo Abelardo Pantín), San Juan (capitaine de frégate Benigno Varela) et San Luis (capitaine de frégate Pedro Arhancet) ; les frégates Hércules (capitaine de frégate Mario Pensotti), Sarandí (capitaine de frégate Laertes Santucci) et Heroína (capitaine de frégate César Goria) ; le navire-atelier Ingeniero Iribas (capitaine de frégate Jorge Mezzadra) et le navire de secours Charrúa (capitaine de corvette Marco Bence). La quasi-totalité des commandants de navire trempaient dans la conspiration, à l’exception des capitaines de vaisseau. Le commandant en chef était le vice-amiral Juan C. Basso ; le commandant de la flotte de croiseurs était le contre-amiral Néstor Gabrielli, tandis que l’escadrille de destroyers était commandée par le capitaine de vaisseau Raimundo Palau et la division de frégates par le capitaine de vaisseau Agustín Lariño. Ce dernier détenait le plus haut grade parmi les conjurés.
La première communication reçue par la flotte la veille à 8h.22 l’informa de « grands soulèvements », et sa réponse permit dans un premier temps de clarifier la situation : elle était loyaliste.

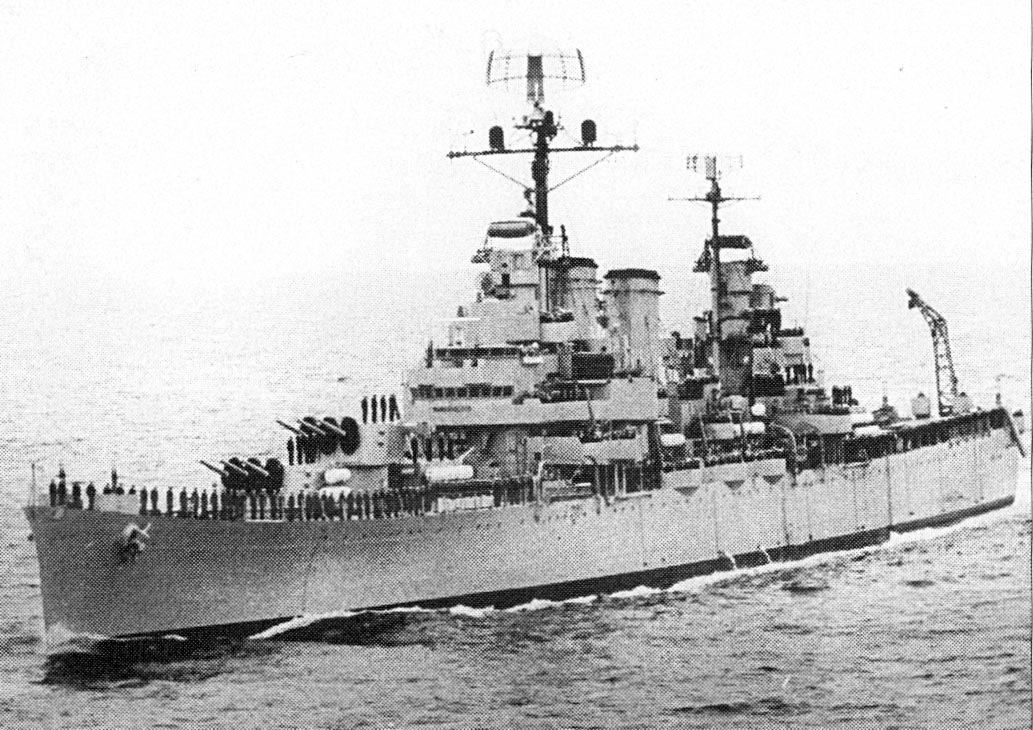
Le croiseur 17 de Octubre, rebaptisé par la suite General Belgrano.

Dans l’après-midi, les officiers rebelles du croiseur 17 de Octubre séquestrèrent Basso, et Lariño put ainsi prendre le commandement de la flotte devenue révolutionnaire. Les deux croiseurs de la flotte voguèrent vers le Río de la Plata à vitesse maximale (25 nœuds). Le reste de la flotte, incapable de se déplacer avec une telle célérité, passa par Puerto Belgrano pour s’approvisionner et y déposer les officiers détenus et libérer les 85 membres d’équipage qui avaient volontairement décidé de ne pas se joindre à la rébellion. Le croiseur La Argentina, arrivé dans le Río de la Plata dans la matinée du 18 septembre, salua de 17 salves le Murature et se subordonna à son nouveau commandant, Isaac Rojas.
Dans le même temps, si le Commandement de répression au ministère de la Guerre recevait des rapports sur l’allégeance rebelle de la flotte, on ne l’avait cependant pas vue passer à Mar del Plata. Le Commandement comprenait trois officiers de la navale intervenant comme officiers de liaison : les capitaines de frégate Jorge Boffi, Enrique Green et Juan García. Le reste du Commandement ignorait que ces officiers avaient partie liée avec le complot révolutionnaire et qu’ils avaient convenu de fournir des rapports faux et de saboter les ordres transmis par leur intermédiaire.
À la nouvelle qu’une colonne de blindés faisait route vers Puerto Belgrano en passant par Mar del Plata, l’état-major d’Isaac Rojas présuma que ladite colonne se ravitaillerait en carburant aux réservoirs de l’YPF de cette ville. Ordre fut alors donné au croiseur 9 de Julio et aux destroyers de pilonner les dépôts de pétrole de Mar del Plata, moyennant avertissement préalable à la population.
Durant cette même matinée, le gouvernement révolutionnaire fut établi dans la province de Mendoza ; il transforma l’aéroport du Plumerillo, avec ses douze Calquínes, en la troisième base aérienne révolutionnaire, et dépêcha le lieutenant-colonel Mario A. Fonseca dans la province de San Juan avec mission d’assumer le gouvernement de cette province. À midi, Lagos accueillit García Favre, venu de Córdoba lui adresser une requête désespérée de renforts.
Le 3e régiment d’infanterie motorisée arriva à General La Madrid vers midi et le lieutenant-colonel Arrechea reçut l’ordre d’abandonner ses véhicules et de poursuivre sa route par le train. Arrechea jugea cet ordre inacceptable, vu qu’une fois descendu du train, le régiment ne serait plus motorisé ; il résolut alors d’établir une communication téléphonique entre le général Imaz et le chef du régiment, le colonel Carlos Quinteiro, qui refusa d’exécuter l’ordre. Compte tenu de la grande taille de cette colonne hostile, il fut décidé à la base Espora de la harceler par des attaques aériennes pendant tout le restant de la journée. Le lieutenant-colonel Arrechea se souvient :

« Nous avons été effroyablement attaqués [...] . Les NA nous en ont fait voir de toutes les couleurs, et se sont acharnés comme des moucherons à nous faire perdre la tête, leurs pilotes volant avec beaucoup de bravoure à 5 mètres du sol. [...] Nous y avons perdu beaucoup d’équipement, environ 50 % du matériel roulant. »

— César Camilo Arrechea.
Nonobstant les bombardements, les forces loyales au gouvernement avaient réussi à encercler dans la soirée la zone limitrophe de Bahía Blanca. Le capitaine de vaisseau Arturo Rial, prévoyant une guerre civile prolongée, examina l’option de mettre les voiles sur Río Gallegos, à partir d’où les rebelles seraient en mesure d’occuper la Patagonie, avec ses ressources énergétiques. Dans l’après-midi, Rial et Lonardi s’entretinrent par radio et résolurent que chacun résisterait sans se rendre.
À Córdoba, à la première heure du matin, Lonardi organisa la défense de sa position en trois groupes : le premier, dans l’École d’aviation militaire et dans la Fábrica de Aviones ; le deuxième, dans l’École des sous-officiers de l’aéronautique, chargé de défendre sa précieuse piste ; et le troisième groupe, plus réduit, se tiendrait à l’arrière des deux autres, le regard tourné vers la ville de Córdoba. Là, le général Videla Balaguer disposait de deux pièces d’artillerie prêtées par un sous-officier à la retraite, une petite compagnie de parachutistes, un groupe de cadets et d’aspirants de la Force aérienne, et quelques gros groupes de civils avec peu, ou pas du tout, d’instruction militaire.
Devant l’imminence d’un assaut crucial lancé par les forces loyalistes, de loin supérieures à celles rebelles, Lonardi requit de célébrer « une grande messe de campagne, avec confession générale et communion » sur la place d’armes de l’École d’aviation, et après une allocution fit chanter l’hymne national. Ce matin-là, la première attaque contre les rebelles fut menée par un groupe d’Avro Lincoln, dont la mission était de bombarder les pistes d’atterrissage. Le gouvernement n’avait toutefois pas prévu que les rebelles eussent des avions d’interception, de sorte que l’intervention des Gloster Meteor surprit les bombardiers. Pour éviter de tirer sur des camarades, les rebelles les invitèrent à rallier la révolution, mais en vain ; les bombardiers, après les coups de semonce, se retirèrent.
La brigade du général Miguel Ángel Íñiguez arriva à Córdoba par l’ouest, au départ de Río Primero. Derrière lui avançaient le lieutenant-colonel Podestá et le général Sosa Molina, tandis que le général Alberto Morello avançait d’Anisacate. La 4e division en revanche était arrivée à Deán Funes par le chemin de fer, mais ne réussit pas à rassembler le nombre nécessaire de véhicules pour poursuivre son avancée. En outre, l’ordre leur avait été donné de ne pas entrer dans la localité de Jesús María, car on croyait que le lycée militaire local s’était soulevé, ce qui impliquait que la plupart de ses défenseurs auraient été des élèves mineurs d’âge. Cette supposition se révéla fausse par la suite, et à 20h.30, les troupes reprirent leur progression.
Íñiguez, pour sa part, faisait donc mouvement depuis l’ouest et avançait en direction d’Alta Córdoba. Sporadiquement, des francs-tireurs civils ouvraient le feu sur eux. À la gare de chemin de fer d’Alta Córdoba, une action des Commandos civils les força à abandonner leurs véhicules :

« Les fusillades étaient sporadiques : parfois nourries, puis espacées. Nous continuions d’avancer en plein combat, ventre à terre et par à-coups, jusqu’à pénétrer dans la gare, où il y avait un grand emplacement ferroviaire. À un certain moment, l’attaque des guérilléros s’amplifia et nous obligea à faire face à l’ouest. »

— Miguel Ángel Íñiguez.
À 9h.30, la gare fut prise par l’armée argentine loyaliste. Les rebelles, dénommés « guérilleros » ou « insurgés » par leurs adversaires, allèrent se retrancher dans les hôtels Savoy et Castelar situés en face de la gare, et sur quelques plates-formes voisines. Un intense échange de coups de feu eut lieu d’un côté à l’autre de la rue, jusqu’à ce qu’un bombardier Calquín attaquât la gare ; une bomba au napalm tomba sur des wagons vides, produisant une grande boule de feu, et une autre bombe transperça le toit et vint se ficher sur un quai, sans exploser. Íñiguez résolut de camper sur sa position, en attendant le reste de ses troupes, qui arrivait alors dans la ville. À 15h.30, quand le combat reprit, les troupes gouvernementales avaient déjà des mortiers et des mitrailleuses à leur disposition.
Dans la capitale fédérale, la prise de la gare d’Alta Córdoba fut magnifiée comme l’occupation de la ville tout entière, prélude à une proche « opération de nettoyage dans les montagnes ».

« Le Commandement de répression annonce que les opérations de nettoyage à Córdoba prendront toute la journée de ce jour et peut-être également une partie de celle de demain ; c’est ainsi que le détermine la particularité topographique de cette ville. »

— Radio Nacional, 18 septembre 1955.
Le général Arnoldo Sosa Molina, frère du commandant d’opérations José María Sosa Molina, fut envoyé de Buenos Aires auprès du général Morello pour apporter des ordres et collecter des informations sur l’état des forces qui se rassemblaient à Alta Gracia. Ces troupes firent marche sur Córdoba en direction de l’École d’aviation, mais la route étant légèrement en contre-haut par rapport à la plaine circonvoisine, l’artillerie rebelle les prit pour cible, de telle sorte qu’ils durent se retirer. L’impact ne fut pas tant matériel que surtout psychologique.
Entre-temps, à Alta Córdoba, le contexte du combat de rue faisait que défense et attaque prenaient un caractère hors du commun : les lignes de combat traditionnelles n’étaient plus de mise, et l’action des différents pelotons était mal coordonnée. Les avancées ou les reculs étaient en général soudains et oscillants.
Lonardi ordonna à Videla Balaguer de se retirer du noyau urbain de Córdoba afin de former un réduit unique de résistance, mais Videla s’y refusa pour deux raisons : premièrement, parce que la chute de la ville aurait un impact fulgurant sur le moral de la troupe ; deuxièmement, parce que lui-même avait fait le serment de lutter jusqu’à la victoire ou de mourir, sans jamais reculer. Dans l’après-midi, Lonardi émit un radiotélégramme destiné au contre-amiral Rojas : « Córdoba demande action effective urgente sur Buenos Aires ».

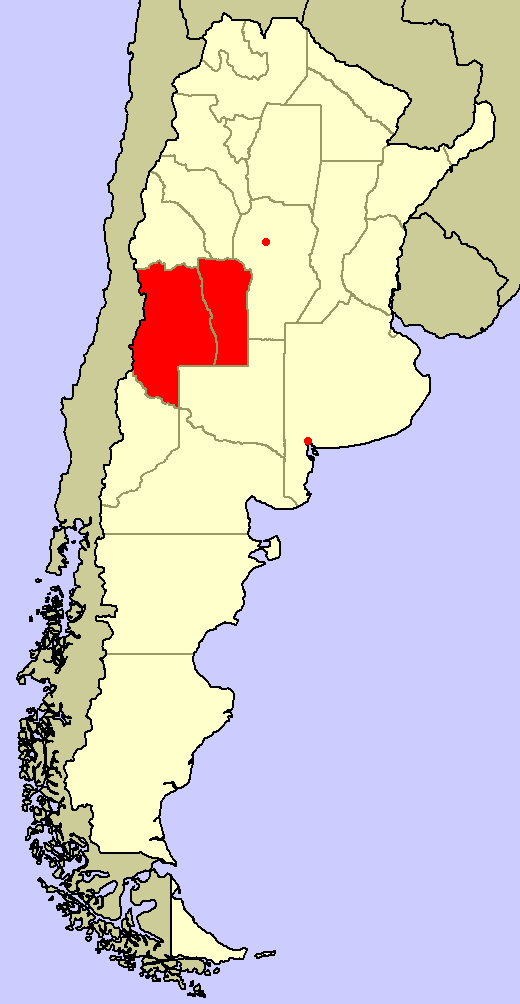
État de situation au 18 septembre 1955.

À la tombée de la nuit, le combat connut une pause. Íñiguez reçut de Morello l’ordre de s’emparer du Cabildo, mais s’abstint de l’exécuter pour éviter un combat de rue dans l’obscurité ; Sosa Molina approuvera par la suite cette attitude d’Íñiguez. Morello se replia sur Alta Gracia, prévoyant, à bon escient, que pendant la nuit l’artillerie rebelle attaquerait sa position par un pilonnage dévastateur. À Alta Gracia, le gouverneur constitutionnel, Raúl Luchini, avait rassemblé plus d’une centaine de policiers, avec lesquels il se proposait d’entrer dans la ville dès que celle-ci eût été prise par les troupes loyalistes.
Au cours de la journée, plusieurs chars d’assaut avaient été dépêchés par le chemin de fer à destination de Río Cuarto et de Villa María, et la 3e compagnie d’infanterie, de l’École de sous-officiers de Campo de Mayo, allait atterrir le jour suivant à Las Higueras. L’ordre donné portait que toutes les troupes eussent à attaquer le 19 septembre à l’aube.
Dans la province de Mendoza, l’accueil populaire réservé à l’armée, l’attitude bienveillante du gouverneur Carlos Horacio Evans au moment où il remit le pouvoir, et le fait que la CGT attaqua les soldats, eut pour effet qu’une grande partie de la troupe se mit à sympathiser avec le camp rebelle. Le général Lagos put encore consolider sa position après que l’on eut mis la main sur de puissantes pièces d’artillerie acquises auprès des États-Unis par le gouvernement du Chili et découvertes dans un wagon en transit vers la république voisine. Le 19 au matin, le capitaine García Favre s’entretint pour la deuxième fois avec Lagos et lui proposa de constituer un territoire belligérant, doté d’un gouvernement révolutionnaire provisoire, faisant surgir ainsi une « complication internationale sérieuse » pour le président Perón. De la sorte, Lagos pouvait venir au secours de Lonardi sans même envoyer de troupes,.

### Le 19 septembre
Le 19 septembre à 6h.10 du matin, le branle-bas de combat fut donné sur le croiseur 9 de julio, et à 7h.14 débuta le pilonnage des réservoirs de carburant de Mar del Plata, attaque qui s’acheva à 7h.23. Des 68 projectiles tirés, 63 tombèrent au-dedans de la zone ciblée, à savoir un rectangle de 200 mètres sur 75, propriété de la compagnie YPF, les cinq autres projectiles tombant à moins de 200 mètres de cette zone. Il n’y eut aucune victime civile, grâce au fait que les réservoirs se trouvaient à distance des zones habitées. Ensuite furent bombardées des dépendances de l’armée et de la marine, pour la plupart abandonnées de ses occupants, et enfin, des armes furent distribuées aux civils et aux policiers partisans du camp rebelle afin qu’ils aillent occuper la ville.
Parallèlement, le croiseur 17 de Octubre s’approcha de La Plata dans le but d’attaquer la raffinerie de Dock Sud, dans la banlieue sud-est de Buenos Aires. À 9h.00, les radios locales furent informées d’en donner avis à la population, mais ne donneront pas suite car cela eût impliqué de reconnaître que la situation militaire n’était pas entièrement maîtrisée par le gouvernement.
Perón n’avait plus parlé en public depuis le déclenchement de la révolution. Il avait espéré pouvoir dominer la situation en peu d’heures, tout au plus en une paire de jours, mais la normalisation au contraire tardait à venir, et son état d’âme se mit à décliner. Le général Raúl Tassi se remémore l’état d’esprit du 19 septembre :

« À un moment donné, je me suis retrouvé dans le sous-sol du ministère [...], lorsqu’y apparut le général Perón. [...] Je le vis hautement nerveux, et sa dépression apparut évidente après qu’il eut pris connaissance du soulèvement du corps alpin de Cuyo. [...] Il était plus que nerveux : il avait peur... À ce moment, il fut désarmé. »

— Le général Raúl Tassi.
Le major Ignacio Cialcetta, son aide de camp et parent, se souvient :

« Perón ne se mêlait de rien, laissa tout aux mains de Lucero. Il était un tantinet abandonné, quoique non broyé : il ne perdit pas le nord. Pendant quelques jours, nous sommes restés cachés dans une maison de la rue Teodoro García [...], il me montra quelques tableaux, nous prîmes du vin. Il me dit être désillusionné sur les hommes, sur ses collaborateurs, depuis déjà un certain temps. »

— Ignacio Cialcetta.
Au Commandement de répression, il fut décidé d’appeler en renfort les soldats réservistes des classes 31, 32 et 33, dont le nombre fut estimé à quelque 18 000 hommes, mais le décret demeura inexécuté par suite de l’évacuation du ministère de la Guerre, motivée par la flotte de mer qui s'approchait de Buenos Aires.
Le 19, au lever du jour, de nombreuses unités loyalistes évoluaient dans un rayon de 100 km autour du Commandement révolutionnaire sud : 6 ou 7 000 hommes environ, dotés d’artillerie et de chars, mais privés d’appui aérien, contre environ un millier de soldats d’infanterie de marine, 500 cadets de l’École de mécanique, un millier de conscrits, un peu d’artillerie antiaérienne et environ 65 avions. Ce matin-là, les chefs du 3e régiment d’infanterie, Quinteiro et Arrechea, se heurtèrent dans la localité de Sierra de la Ventana au 1er régiment de cavalerie (loyaliste), qui se retirait de la zone d’opérations en raison de la supériorité aérienne des fusiliers marins, de la destruction des routes et de la difficulté à s’approcher de l’objectif par cette voie. Le 3e régiment s’associa finalement avec le général Molinuevo, de la 3e division de cavalerie. Seuls les 3e et 2e régiments d’artillerie, commandés par le colonel Martín Garro, étaient entre-temps arrivés dans la zone de combat. Ils ignoraient la situation générale du pays parce que les lignes téléphoniques étaient coupées et qu’ils n’avaient aucun contact avec Buenos Aires ; cependant ils décidèrent, même avec les faibles forces rassemblées, d’attaquer Puerto Belgrano.
À Córdoba, les combats avaient cessé pendant la nuit. À sept heures du matin, Moschini avança sur Pajas Blancas, tandis que le général Íñiguez reprit la lutte dans la gare d’Alta Córdoba. L’aéroport fut occupé à 9h.30, après quoi le général Moschini se dirigea vers l’École d’aviation militaire, où était hébergé le Commandement révolutionnaire. Le général Alberto Morello, parti d’Alta Gracia, était empêché de progresser par le harcèlement aérien et le pilonnage par l’artillerie qu’il avait dû subir la veille, et guettait une occasion de pouvoir avancer avec circonspection.
Les combats de rue se poursuivirent toute la matinée ; les troupes loyalistes mettaient la pression pendant leur avancée, essayant de découvrir un point où traverser le río Primero et faire ainsi une percée jusqu’au centre de la ville de Córdoba. À midi arriva la première brigade du 11e régiment d’infanterie, qui se joignit au 12e régiment dirigé par Íñiguez. Le plan consistait à bombarder le pont Centenario et de faire effectuer quelques tirs par le 12e régiment, pendant que le 11e ferait volte-face et franchirait le fleuve à la hauteur du marché de gros (Abasto).
Sur ces entrefaites, des forces arrivées par le train de Buenos Aires s’étaient concentrées à Río Cuarto. Selon Del Carril, « ces forces pouvaient choisir soit de pulvériser en deux étapes successives  Lonardi d’abord, Lagos ensuite, soit de se diviser en deux groupes, et pulvériser Lonardi et Lagos simultanément, cela à leur entière discrétion, tant était manifeste la supériorité de ses capacités militaires ». Pourtant, en dépit de la taille de ces unités, les effectifs refusèrent pour la plupart d’attaquer les rebelles, à telle enseigne que, la révolution terminée, les canons étaient encore sous garde et inutilisés, et les chars acheminés de Buenos Aires n’avaient même jamais été déchargés des trains.
À la base aéronavale Comandante Espora, plusieurs avions décollèrent à l’aube pour explorer la zone alentour. Ils s’attendaient à trouver l’ennemi à 30 ou 50 km, s’attendant en effet à ce que celui-ci eût avancé pendant la nuit. Ils découvrirent au contraire que presque aucune unité n’avait progressé, et qu’au moindre harcèlement les soldats abandonnaient les véhicules et prenaient la fuite sans opposer de résistance. Des patrouilles civiles les informèrent que le moral des troupes était extrêmement bas. Il est à rappeler que leur équipement antiaérien était resté à Buenos Aires, vu que l’on croyait au début de l’opération que les rebelles ne disposaient pas de détonateurs pour leurs bombes. Le corps alpin de Neuquén avait pu prendre réception d’un train lui apportant, en plus de provisions, huit wagons-citerne chargés de carburant, lesquels furent cependant bombardés et détruits ce même matin.
Le délabrement moral, sur lequel Lonardi avait spéculé en planifiant la révolution, commença à produire ses effets. Dans la province de Neuquén, le capitaine Lino Montiel Forzano convoqua un officier et deux sous-officiers de confiance et parvint à soulever le personnel de l’atelier de maintenance du corps alpin. Montiel Forzano mit sur pied plusieurs pelotons de civils, alla occuper une station de radio, et obtint l’appui de la police de Neuquén et de l’aérodrome local.
À trois heures et demie de l’après-midi, 200 soldats partirent de Mendoza dans des avions d’Aerolíneas Argentinas à destination de Córdoba. Ces troupes d’infanterie fraîches constituaient un renfort bienvenu pour les rebelles.

#### Démission de Perón
D’un point de vue formel, il n’y a pas de coupure nette entre la période où Juan Perón exerçait comme président de la république, et celle où les nouvelles autorités assumeront le pouvoir à leur tour. À Buenos Aires, Perón se rendit au ministère de la Guerre avant six heures du matin, eut un entretien avec le ministre Lucero et le gouverneur de la province de Buenos Aires, Carlos Aloé, et les informa qu’il était disposé à démissionner avant que la flotte de mer ne bombardât la ville de Buenos Aires. Plus particulièrement, il apparaissait préoccupé du sort de la raffinerie de YPF à La Plata, dont l’expansion des capacités fut l’un des points forts de sa présidence. Quelques heures plus tard, Perón remit à Lucero la note manuscrite suivante :

« À l’Armée et au Peuple de la Nation : [...] Il y a plusieurs jours, j’ai tenté de m’éloigner du gouvernement, si cela pouvait constituer une solution aux problèmes politiques actuels. Les circonstances publiques connues m’en ont empêché [...]. Je pense qu’une intervention dépassionnée et sereine est nécessaire pour affronter le problème et le résoudre. Je ne crois pas qu’il existe dans le pays un homme ayant suffisamment d’ascendant pour y parvenir, ce qui me porte à penser que devrait réaliser cela une institution qui a été, est et sera une garantie d’honneur et de patriotisme : l’Armée. L’Armée peut prendre en charge la situation, l’ordre, le gouvernement. [...] Si mon esprit de lutteur me pousse à la lutte, mon patriotisme et mon amour pour le peuple m’incitent à toute renonciation personnelle. [...] »

— Juan Domingo Perón, 19 septembre 1955, au matin.
À midi, Perón rédigea une lettre confuse adressée au général Franklin Lucero, commandant en chef des forces armées et loyal au gouvernement constitutionnel. Dans cette lettre, Perón s’efforçait de faire comprendre sa démission :

« Il y a quelques jours [...] je décidai de céder le pouvoir [...]. À présent, ma décision est irrévocable [...]. Des décisions analogues de la part du vice-président et des députés [...]. Par là même, le pouvoir du Gouvernement passe automatiquement aux mains de l’Armée. »

— Juan D. Perón. Lettre au général Franklin Lucero.
À 12 h 52, la radio de l’État diffusa un communiqué par lequel les chefs rebelles étaient invités à instaurer une trêve et à se rendre au ministère de la Guerre pour parlementer. Plus tard, Lucero lut la lettre de renonciation de Perón, fit part au ministère de sa propre démission, et annonça la constitution d’un Junte militaire appelée à se charger du gouvernement. À Córdoba, le commandant de répression, José María Sosa Molina, en sera informé par la radio, :

« À midi, le monde me tombe sur la tête : alors que la bataille est presque gagnée, mes commandants m’informent qu’ils ont entendu à la radio l’ordre de cesser le feu [...]. Je ne pouvais le croire. Nous tenions tout dans nos mains, et il fallait se figer dans les positions conquises. J’ai ensuite écouté moi aussi à la radio le texte de la démission de Perón, et également celle de Lucero. »

— José María Sosa Molina.
Le général Íñiguez décida de retirer ses troupes de la ville, car il doutait que tous les civils obéiraient au cessez-le-feu, quand lui ne pouvait pas riposter.
Devant la proposition du gouvernement, Rojas et Uranga invitèrent à des pourparlers à bord du 17 de Octubre, tandis que Lonardi requit comme préalable que Perón formalisât sa démission de la manière prescrite par la loi.
À partir de midi, la radio d’État annonça la renonciation de Perón. Au cours de la journée, différentes unités des forces armées se déclaraient révolutionnaires dans la province de Buenos Aires : l’École de sous-officiers (dont les deux colonnes de combat s’approchaient d’Azul), la base aérienne de Tandil, dirigée par le commodore Guillermo Espinosa Viale, et le 1er bataillon de sapeurs motorisé, avec siège à San Nicolás de los Arroyos. Il se produisit une réaction en chaîne, où de nombreuses unités, dont le corps d’officiers était résolument antipéroniste, se rebellaient, et où les officiers loyalistes ou apolitiques renonçaient pour leur part à combattre.
À Río Colorado, les troupes du corps alpin de Neuquén se virent enjoindre de se rendre ou de subir un nouveau bombardement : leur chef, le général Boucherie, se rendit à la base Espora pour une entrevue avec Rial et pour remplir les formalités. Il expliqua quelles avaient été les mouvements de sa troupe, et décrivit l’épouvante que lui avaient causée les bombardements aériens. Se présenta également à la base Espora le colonel Barrates, chef de l’état-major de la 3e division de cavalerie, casernée à Tornquist ; il fit part de la reddition du général Molinuevo : toutes les troupes sous son commandement abandonnaient le combat, hormis le 3e régiment d’infanterie et les blindés. Le 1er régiment de cavalerie, réfugié dans une ferme proche de Tornquist, se rallia à la révolution.
À 3h.45 du matin, entre le 19 et le 20 septembre, Puerto Belgrano reçut une dépêche de Corrientes, où la révolution avait échoué : étonnamment, le général Giorello, chef de la 4e division de cavalerie, annonçait pourtant que toutes ses unités se mettaient à la disposition du Commandement révolutionnaire. Pour le reste, les autorités militaires dans les territoires nationaux de Patagonie seront nombreux aussi à exprimer leur sympathie pour le camp rebelle.
Aux alentours de midi se tint une importante réunion, à laquelle assistèrent le ministre de la Guerre (le général Lucero), le commandant en chef de l’armée (le général Molina), le chef (le général Wirth) et le sous-chef d’état-major (le général Imaz). Lucero fit part de l’importante décision de Perón et ordonna à Molina de rejoindre la Junte militaire et à Imaz de transmettre l’ordre de cessez-le-feu à toutes les unités. À 12h.45, la radio d’État rendit publique cette nouvelle. Bientôt, tous les généraux de la garnison de Buenos Aires se présentèrent au siège du Haut Commandement, aux côtés de l’auditeur général des forces armées, Oscar R. Sacheri, qui était porteur de la missive signée par le président et qui entreprit d’en expliquer le contenu : l’armée était priée de prendre en charge la situation, l’ordre public, et le gouvernement. Dans la salle se tenaient plus d’une trentaine de généraux, qui décidèrent à l’unanimité d’accepter la démission du président et de désigner, pour gouverner le pays, une Junte militaire composée des lieutenants-généraux, des généraux de division, et de l’auditeur général. Ensuite, une proclamation fut rédigée, puis signée par tous les membres de la junte de gouvernement, savoir : les lieutenants-généraux José Domingo Molina et Emilio Forcher, les généraux de division Carlos Wirth, Audelino Bergallo, Ángel J. Manni, Juan J. Polero, Juan José Valle, Raúl Tanco, Carlos Alberto Levene, Oscar Uriondo, Ramón Herrera, Adolfo Botti, José A. Sánchez Toranzo, José León Solís, Guillermo Streicher, Héctor M. Torres Queirel et José C. Sampayo, et enfin le docteur et général Oscar R. Sacheri.
Une commission composée de Wirth, Manni et Forcher, qui avait pour mission de pacifier le pays et faire cesser les hostilités, envoya un message à Rojas et à Uranga, les sollicitant de se présenter dans le Cabildo de Buenos Aires ou dans le palais de justice à partir de 0 heures le 20 septembre pour mettre en œuvre une politique de pacification.
Au cours de l’après-midi, l’on convoqua, à l’effet d’élargir la représentativité de la Junte, les commandants en chef de la force aérienne et de la marine, le brigadier Juan Fabri et l’amiral Carlos Rivero de Olazábal. La junte fixa les étapes à parcourir : mettre sous tutelle directe de l’État (intervenir) tous les gouvernements provinciaux et les trois pouvoirs du gouvernement national, organiser des élections conformément à la loi Sáenz Peña, abroger la réforme constitutionnelle de 1949, et accorder une ample amnistie à toutes les personnes engagées dans les groupes révolutionnaires, tant militaires que civils.

Dans la nuit du lundi 19, un groupe de généraux interrogea Perón sur la Junte militaire annoncée, laquelle serait appelée à gouverner ; le président donna la réponse suivante : 

« Vous vous méprenez. Votre interprétation ne peut qu’être le fruit de la nervosité ou de la préoccupation : cette lettre ne mettait pas en cause ma qualité de président. Je continue d’être le chef de l’État. »

— Juan Domingo Perón, 19 septembre 1955, dans la nuit.
Les convocations et demandes de compte rendu que Perón se mit à émettre à partir de lundi 19 septembre à 22h.00 provoquèrent un rejet quasi unanime parmi les membres de la Junte militaire. Le général Manni indique :

« L’aspiration du comité de généraux était de mettre un terme à la lutte entre les forces militaires et d’empêcher à tout prix une guerre civile. C’est pourquoi je crois que les autres membres de la junte n’ont pas non plus songé à relancer les opérations, hypothèse qui à aucun moment ne s’est posée et que personnellement je n’ai jamais envisagée. L’armée ne lutterait pas pour soutenir un gouvernement en discrédit, ni ne serait jamais le soutien d’une tyrannie, ni encore ne provoquerait une guerre civile. Il n’est pas superflu de rappeler que [...] toute la population connaissait le contenu des communiqués, transmis de façon répétée par la radio, et qu’en particulier ici dans la Capitale, les gens sont sortis dans les rues pour fêter la chute de l’ancien mandataire ; mais le plus important était que, à ces instants-là, toutes les troupes de la répression ont baissé les armes. »

— Général Manni.
Beaucoup de généraux refusèrent de se réunir avec Perón, et finalement décidèrent d’envoyer une délégation de six personnes : Molina, Rivero de Olazábal, Fabri, Forcher, Bergallo et Polero. Lors de cette réunion, l’ancien président tenta de les persuader qu’en réalité il n’avait pas démissionné, mais que dans sa lettre de renonciation, il avait voulu réaffirmer sa disponibilité à démissionner dans le futur. Les membres de la junte campèrent sur leurs positions et la réunion s’acheva sans avoir arrêté de décisions précises.

### Le 20 septembre

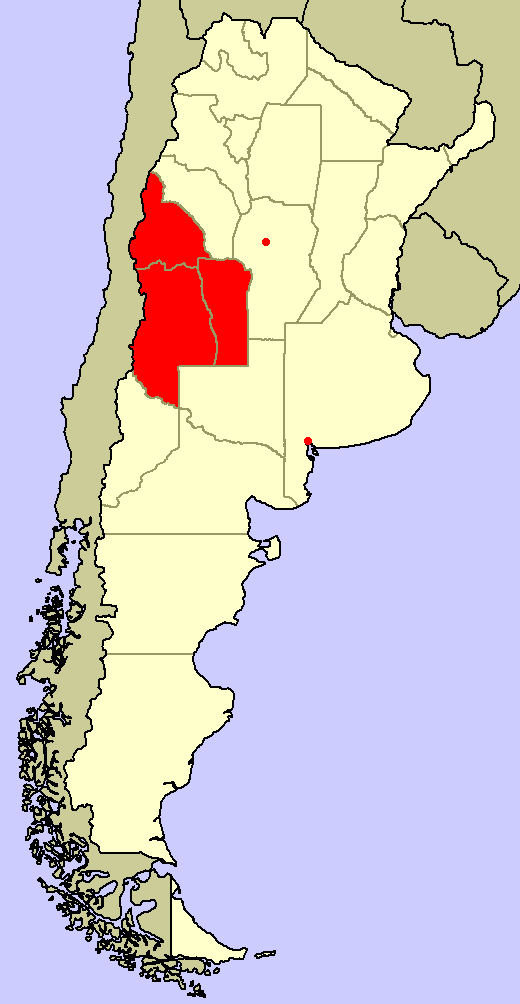
État de situation au 20 septembre.

Le 20 septembre vers 2 heures du matin, la Junte se réunit de nouveau pour délibérer à propos de l’attitude de Perón. La majorité de ses membres étaient favorables à ce que Perón fût considéré comme définitivement démissionnaire. Tout à coup, le général Imaz fit irruption dans la salle avec un groupe d’officiers armés, et prononça un discours sur la nécessité d’éviter une guerre civile et de ne pas tolérer que l’armée fût manipulée. Dès lors, Perón fut définitivement écarté de la présidence,, et le haut comité révolutionnaire parvint ainsi à tranquilliser nombre d’officiers qui eussent été sinon passibles de la peine capitale pour s’être soulevés contre les autorités constituées : en effet, attendu que la constitution ne permet pas qu’un président remette aux mains d’une junte militaire les institutions républicaines, il n’y avait plus alors d’autorités légalement constituées, et la distinction entre « rebelles et loyaux » cessait d’exister.
Auparavant, aux environs de minuit, une colonne armée de militants de l’Alliance libératrice nationaliste (ALN) s’apprêtait à se mettre en marche pour attaquer le ministère de la Marine. Le siège de l’organisation fut cerné par la gendarmerie, la police et les cadets du Collège militaire. Des gaz lacrymogènes furent utilisés et les alliancistas durent quitter l’édifice désarmés. Le bâtiment, attaqué par un char après 2h.30, en sera complètement détruit.
La Junte accepta la démission du ministre Franklin Lucero, et entreprit ensuite de limoger le comité directeur de la Direction nationale de sûreté, en plaçant de nouvelles personnalités à la tête de la Police fédérale, de la Préfecture navale et de la Gendarmerie nationale. D’autre part, on convoqua le secrétaire général de la CGT, Hugo di Pietro, qui protesta que les allégations de grèves révolutionnaires ou de mise sur pied de milices populaires étaient fausses. Enfin, le général Manni manda le major Máximo Renner, assistant de Perón, qui se trouvait dans le bureau de Lucero, et lui dit :

« Tout ceci est à présent terminé, Renner. Le général Lucero vous aura déjà communiqué la disparition de toute autorité de gouvernement. Dites au général Perón de quitter le pays dès que possible. »

— Le général Manni.
Perón sollicita alors l’asile à l’ambassade du Paraguay. Peu après, Lonardi rendit une ordonnance, sous l’intitulé de « Décret nº 1 », par laquelle il se nomma lui-même « président provisoire de la Nation », demanda la reconnaissance par les autres pays, et établit le siège provisoire du gouvernement dans la ville de Córdoba.
Cette même nuit à Puerto Belgrano, la tranquillité régnait à la suite du retrait ou de la reddition de la plupart des assaillants ; en revanche à Córdoba, à Mendoza et dans le Río de la Plata, les rebelles gardaient de sérieux doutes quant aux intentions de Perón, ayant en effet reçu des informations selon lesquelles plusieurs trains transportant des chars et des troupes se dirigeaient sur Córdoba et La Plata. Dans la matinée, Lonardi, à l’École d’aviation, reçut de Córdoba l’inquiétant message suivant :

« Des unités blindées (confirmé) à Villa María en convoi. En donnons avis afin que vous fassiez ce que vous pourrez. Ici Cabildo a besoin de 1000 bombes Molotov car ils se préparent à entrer dans la ville. »

— Pedro Juan Kuntz, chef des Corps civils de sécurité.
Le 20 à six heures et demie, le général Lagos prit un avion à destination de Córdoba, où il s’entretint avec le général Lonardi. Les deux hommes conclurent que Lagos devait former un gouvernement révolutionnaire pour continuer la lutte, étant donné que la ville de Córdoba était toujours encerclée et que l’on donnait pour certaine la défaite sur ce front.
À Buenos Aires, l’éphémère Junte, vouée à des tâches de pacification, reçut de la part de Rojas et de Lonardi des injonctions de cesser les mouvements de troupes. Pendant ce temps, dans la capitale nationale, les groupes révolutionnaires observaient les mouvements de la CGT, de l’Alliance libératrice nationaliste, et du Parti péroniste ; dans les locaux de l’ALN, des armes étaient distribuées et il y avait de nombreux mouvements de personnes. Un message envoyé vers midi par Walter Viader résume la situation :

« Le gouvernement envoie des forces à Córdoba. Moral de ses troupes au plus bas, désertions en masse, manquent d’essence pour leurs unités. Sabotage dans les chemins de fer de Buenos Aires. Troupes d’occupation en partie insurgées. La Junte militaire défend des positions personnelles. Elle s’oppose aux plans de la CGT mais on ne peut lui faire confiance. Nous continuerons jusqu’à l’annonce officielle de la reddition inconditionnelle. »

— Walter Viader, commandement rebelle à Buenos Aires.
Un grand nombre de troupes gouvernementales se concentra à Río Cuarto ; les rebelles en revanche ne pouvaient s’appuyer que sur un Commando civil, dirigé par Luis Torres Fotheringham. Non loin de la ville se trouvaient la base aérienne de Las Higueras et l’arsenal de Holmberg, où la présence de quinze chars et d’un nouveau contingent d’infanterie alarma les rebelles, qui projetèrent de bombarder Las Higueras le lendemain. Le général Lagos, qui n’avait pas connaissance des péripéties de la Junte à Buenos Aires, envisagea la possibilité de se retirer de San Luis et de se retrancher à Mendoza.
Pour ajouter à la confusion, le commandant en chef de l’armée, le général José Domingo Molina, envoya à Lonardi le message suivant : « J’informe que la Junte militaire a accepté démission de monsieur le Président [...]. Tout mouvement de troupes suspendu. »
Si les rebelles savaient que la Junte militaire péroniste avait, selon sa propre affirmation, « assumé le gouvernement de la république », il n’en demeurait pas moins que Perón n’avait pas jusque-là signé de lettre de démission adressée au congrès, mais seulement une vague renonciation adressée à la Nation et à l’armée. Face à ce vide de pouvoir, Lonardi résolut d’instaurer un gouvernement révolutionnaire, dont lui-même serait le président, avec le capitaine Rial comme « secrétaire général de Gouvernement » et le commodore Krause comme « secrétaire des Relations extérieures ».
Le 20 septembre dans l’après-midi, plusieurs délégués de la Junte de gouvernement, avec à leur tête le général Forcher, montèrent à bord du croiseur 17 de Octubre pour se présenter devant l’amiral Rojas. Lors de cette réunion, ils furent informés des revendications des révolutionnaires, lesquelles comprenaient la reddition de toutes les forces gouvernementales et l’accession à la présidence du général Lonardi pour le 22.
Dans la matinée, des communications téléphoniques purent être établies entre le gouvernement provincial révolutionnaire de Mendoza et les civils rebelles de Buenos Aires, le général Tassi et le docteur Alberto Tedín, afin d’échanger des informations.

### Victoire des forces putschistes
À la nuit tombante, les troupes loyalistes qui étaient entrées dans la Province de Córdoba s’en retournaient déjà dans les provinces de Tucumán et de Santiago del Estero. À minuit, les officiers de liaison de Lonardi et de Krause montaient à bord du 17 de Octubre et échangeaient des nouvelles avec Rojas. Dans la matinée, les premiers dirigeants révolutionnaires débarquaient à Buenos Aires, et entreprenaient d’occuper le ministère de la Guerre et les principales garnisons de l’armée de terre dans la ville.
Le 21 septembre, après que la piste d’atterrissage de Las Higueras eut été bombardée à six heures du matin, les forces loyalistes à Río Cuarto se mirent en rapport avec les rebelles de Villa Reynolds pour leur signaler que les généraux Prata, Falconnier et Cortínez retournaient à Buenos Aires et que les blindés ne faisaient plus mouvement ni contre Córdoba, ni contre San Luis.
Toujours le 21, après 9h.30, la radio d’État annonça publiquement que la Junte de gouvernement avait accepté les conditions de paix des révolutionnaires. À 13h.30, le secrétaire général de la CGT s’adressa aux travailleurs leur demandant « de garder le calme le plus absolu et de poursuivre leurs tâches, et de n’accepter de suivre de directives qu’émanant de cette centrale ouvrière. Chaque travailleur à son poste, par le chemin de l’harmonie ».
À 17h.30, le général Íñiguez se rendit dans la ville de Córdoba pour s’entretenir avec les vainqueurs ; c’est Ossorio Arana qui vint l’accueillir, Lonardi se trouvant en effet alors au palais du gouvernement provincial, occupé à investir Videla Balaguer comme interventeur provincial. Ensuite, les troupes d’Íñiguez engagèrent le voyage de retour, mettant le cap sur la province de Santa Fe.

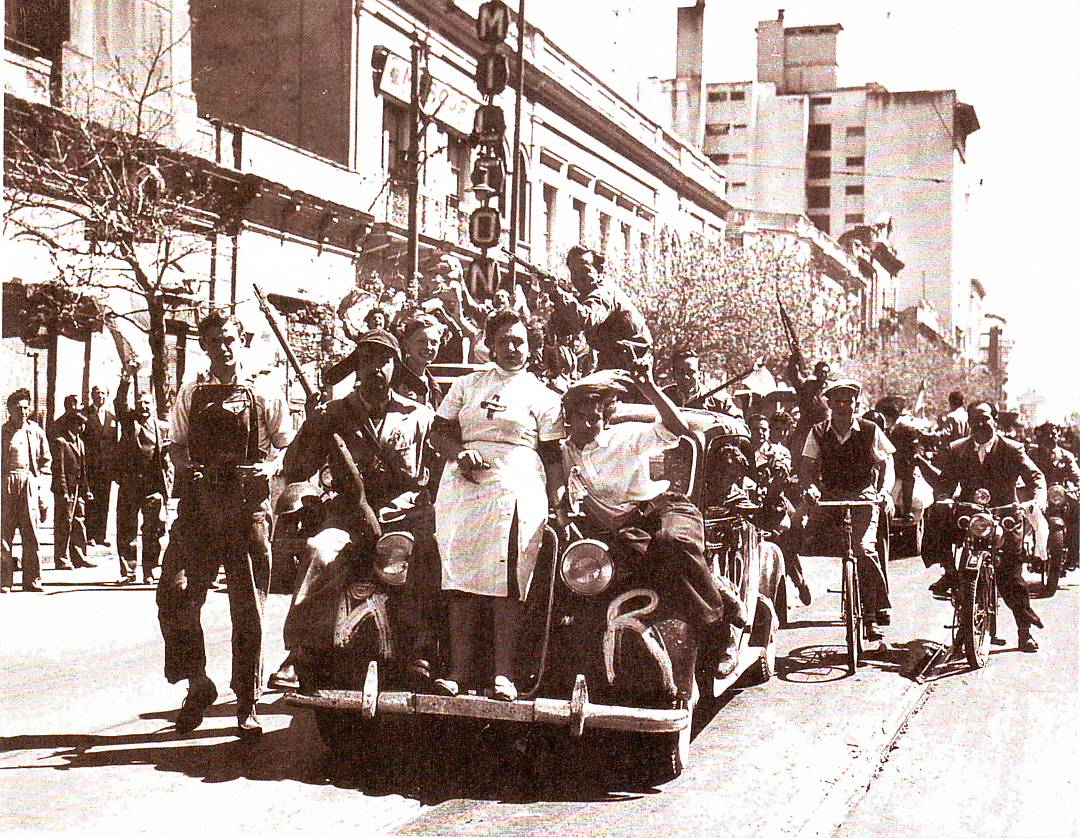
Manifestations de joie du camp révolutionnaire dans les rues de Córdoba.

Le 22 septembre eut lieu le défilé de la victoire sur l’avenue Vélez Sarsfield à Córdoba ; en tête du cortège marchaient le colonel Arturo Ossorio Arana, le commodore Cesáreo Domínguez et le lieutenant de vaisseau Raúl Ziegler.
Ce même 22 septembre, l’Uruguay reconnut Lonardi comme président de l’Argentine, cependant que celui-ci décidait la dissolution du congrès national et nommait des interventeurs dans plusieurs provinces. Le même jour, le général Aramburu et un collaborateur du général Lagos se rencontraient pour évaluer la situation, et arrivèrent à la conclusion que l’aile libérale était en difficulté et qu’elle serait exclue du gouvernement en cours de formation.
Il fut convenu que Lonardi ne s’envolerait pour Buenos Aires que dans les premières heures du lendemain 23 septembre, afin de donner le temps d’arriver à d’autres figures révolutionnaires du reste du pays, en particulier après l’élargissement de plusieurs officiers de l’armée incarcérés à Río Gallegos depuis le coup d’État de septembre 1951, parmi lesquels Alejandro Agustín Lanusse et Agustín Pío de Elía.
Le 23 septembre, le général Lonardi et l’amiral Rojas arrivèrent donc à Buenos Aires. Le même jour encore, le premier prêta serment comme « président provisoire », puis le lendemain désigna l’amiral Isaac Rojas « vice-président provisoire ». En une de son édition du même jour, le quotidien Clarín appela la population à se rassembler place de Mai, sous le gros titre suivant : « Rendez-vous d’honneur avec la liberté. Pour la République aussi, la nuit appartient désormais au passé » (en espagnol, « Cita de honor con la libertad. También para la República la noche ha quedado atrás »).
La prise de fonction de Lonardi fut accompagnée par une nombreuse foule rassemblée sur la place de Mai, laquelle foule scanda notamment les slogans suivants : « Argentins oui, nazis non », « San Martín oui, Rosas non », « YPF oui, Californie non », ou encore « Nous ne venons pas par décret, et on ne nous paye pas non plus notre billet ». Le 25 septembre, le gouvernement militaire fut reconnu par les gouvernements des États-Unis et du Royaume-Uni, ce dernier du reste après avoir fortement soutenu les insurgés,.

## Corrélats
- Péronisme
- Révolution libératrice